# Mark Selby
Pour les articles homonymes, voir Selby (homonymie).
Mark Anthony Selby, né le 19 juin 1983 à Leicester (Angleterre), est un joueur professionnel britannique de snooker.
Il a été sacré champion du monde quatre fois et no 1 mondial de manière continue pendant quatre ans. Selby a remporté 24 titres classés, faisant de lui l'un des joueurs les plus titrés.
Selby a rejoint le circuit principal en 1999, à l'âge de 16 ans, après avoir concouru sur le circuit secondaire l'année d'avant. Il a été battu par John Higgins en finale du championnat du monde de snooker 2007. Selby est le sixième joueur à avoir gagné tous les tournois de la triple couronne au moins deux fois, ayant remporté trois titres au Masters (2008, 2010, et 2013), deux au championnat du Royaume-Uni (2012 et 2016), et quatre au championnat du monde (2014, 2016, 2017 et 2021). Parmi ses autres titres classés, on dénombre l'Open du pays de Galles en 2008 et 2025, le Masters de Shanghai en 2011, le Masters d'Allemagne en 2015, l'Open de Chine en 2015, 2017, et 2018, le Classique Paul Hunter en 2016, le championnat international en 2016 et 2017, le championnat de Chine en 2018, l'Open d'Angleterre en 2019 et 2022, l'Open d'Écosse en 2019 et 2020, le Masters d'Europe en 2020 ou encore, l'Open de Grande-Bretagne en 2024.
Réputé pour être un compétiteur acharné et patient, Selby lâche rarement une manche : lorsqu'il ne reste pas suffisamment de points sur la table pour espérer l'emporter, il s'appuie sur ses atouts dans le jeu défensif pour tenter de rattraper son retard. Il est aussi un excellent constructeur de break (break-builder) et a réalisé plus de 700 century breaks dans sa carrière professionnelle. Son surnom, « Jester from Leicester » lui a été attribué par le journaliste Richard Beare. Selby est aussi un joueur de billard. Il a été champion du monde de pool anglais en 2006, et vice-champion du monde de pool chinois en 2015.
En 2022, il est nommé membre de l'ordre de l'Empire britannique (MBE).

## Carrière de snooker

### Débuts dans le snooker
Né à Leicester, Selby commence à jouer au pool (variante du billard) à l'âge de 8 ans et au snooker à l'âge de 9 ans. Malcolm Thorne, le frère du joueur de snooker professionnel Willie Thorne le repère et l'incite à pratiquer la discipline plus régulièrement et en club. C'est pourquoi Selby commence à s’entraîner plus souvent après l'école.
À l'âge de 16 ans, il est bouleversé par le décès de son père des suites d'un cancer. Cette épreuve est une source de motivation supplémentaire et Selby parvient à passer professionnel en 1999, quelques mois après cet événement,.

### Début de carrière (1998-2006)
À un très jeune âge, Mark Selby montre son talent dans les championnats majeurs, notamment sur le circuit amateur du Royaume-Uni en 1998. Commençant sa carrière professionnelle en 1999, à l'âge de 16 ans, il atteint la demi-finale de l'Open de Chine en 2002 puis sa première finale en 2003, lors de l'Open d'Écosse, où il est battu par David Gray 9 manches à 7. Il est également à deux doigts de se qualifier pour le championnat du monde en 2002, 2003 et 2004, où il atteint, à chaque fois, le dernier tour des qualifications. 
Il fait sa première apparition au Crucible Theatre en 2005. Il y joue contre John Higgins, déjà sacré une première fois champion du monde à l'époque, et perd le match. L'année suivante, il signe son premier break de 147 points lors du dernier tour des qualifications pour le championnat du monde 2006. Au premier tour, il retrouve une nouvelle fois Higgins et parvient cette fois-ci à le dominer. Il s'incline toutefois au deuxième tour contre Mark Williams. Au tournoi qualificatif au Masters 2006, Selby manque de peu de participer aux matchs préliminaires du grand tournoi, s'inclinant face à Stuart Bingham.

### Révélation (2007-2011)

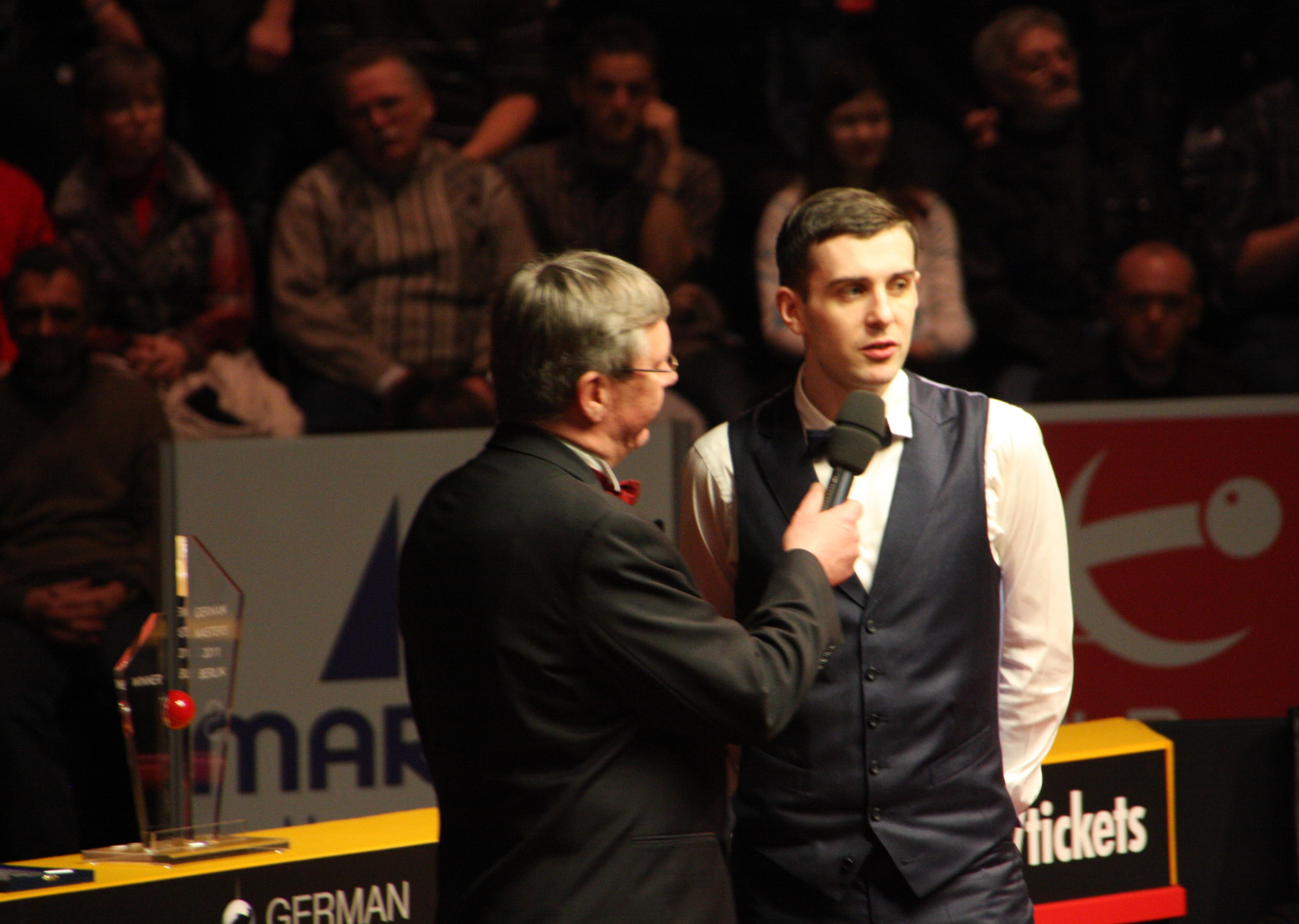
Mark Selby au micro de Rolf Kalb après sa défaite en finale du Masters d'Allemagne.

Selby se révèle à l'occasion du championnat du monde 2007. Au premier tour, il s'impose contre Stephen Lee (10-7), après avoir accusé un retard de 5-0. Au deuxième tour, il bat l'ancien champion du monde Peter Ebdon (13-8). Au cours du match, Selby signe un total de cinq centuries, dont trois à la suite. En quart de finale, il parvient à dominer Ali Carter (13-12), après avoir été mené 11-8 et 12-11. En demi-finale, il est opposé à son compatriote Shaun Murphy. Il réalise un nouveau retour fracassant lorsqu'il est mené par 16-14 ; il remporte les trois dernières manches du match pour s'imposer 17 à 16 et retrouver John Higgins en finale. En finale, mené par 12 manches à 4, Selby parvient à remonter à 10-12. Il revient ensuite à 13-14, mais finit par s'incliner sur le score de 18-13.
La saison suivante, Selby remporte son premier titre de classement lors de l'Open du pays de Galles. Lors de la finale, il bat Ronnie O'Sullivan (9-8) et prend ainsi sa revanche sur la demi-finale du championnat du Royaume-Uni 2007 qu'il avait perdu quelques mois plus tôt contre le même adversaire et sur le même score. La même année, il remporte son premier titre au Masters. 
En avril 2010, il bat à la suite Ken Doherty (10-4), Stephen Hendry (13-5) et Ronnie O'Sullivan (13-11) pour rejoindre Graeme Dott en demi-finale du championnat du monde 2010. Malgré un match accroché contre le champion du monde 2006, Mark Selby est battu sur le score de 17 manches à 14.
En 2010-2011, il perd deux finales classées (Masters d'Allemagne et Open de Chine) et entre dans le top 3 du classement mondial. Par ailleurs, il remporte aussi son tout premier titre sur le championnat du circuit des joueurs, face à Barry Pinches.

### Première place mondiale et confirmation (2011-2014)

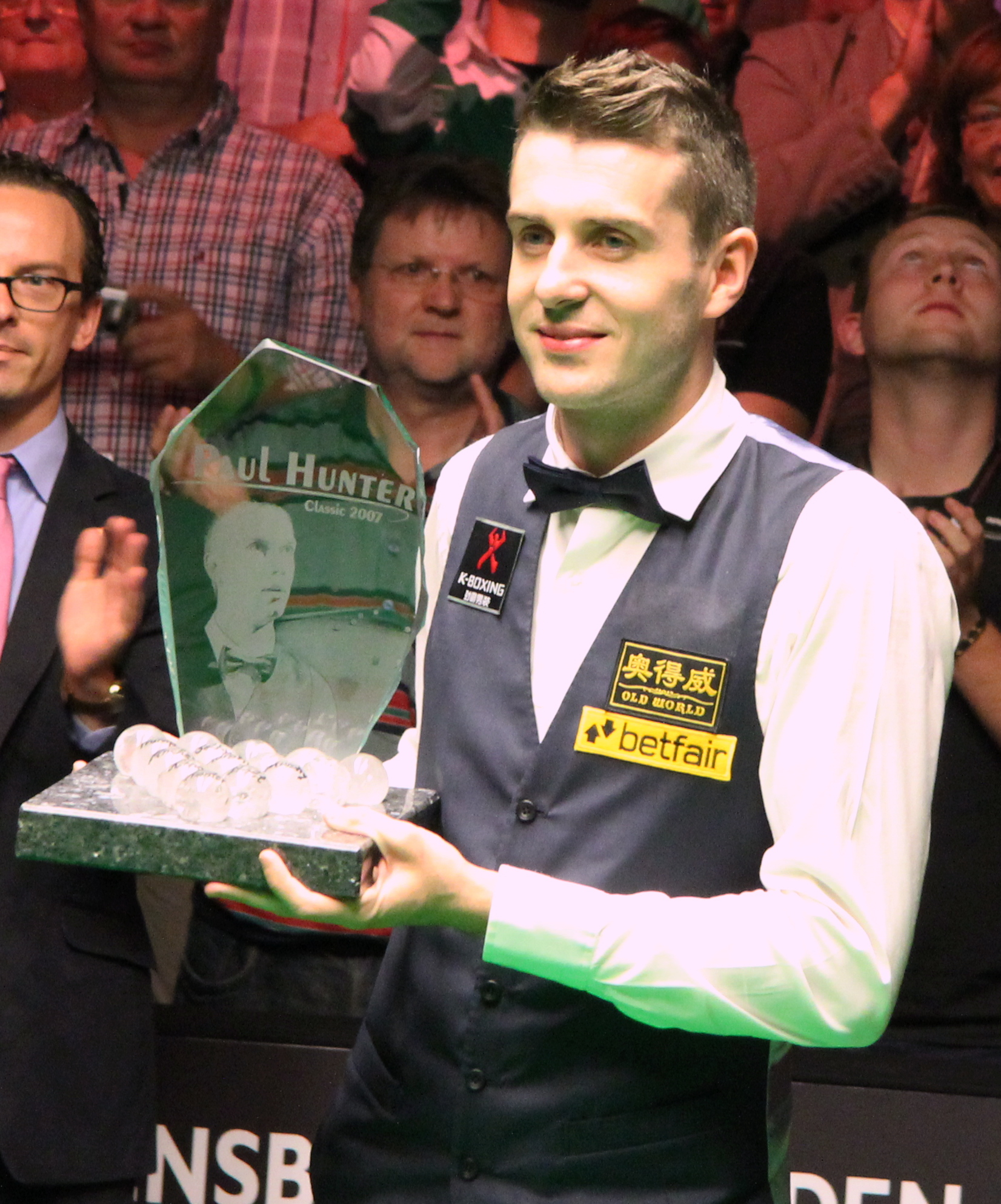
Mark Selby après sa victoire au classique Paul Hunter en 2012.

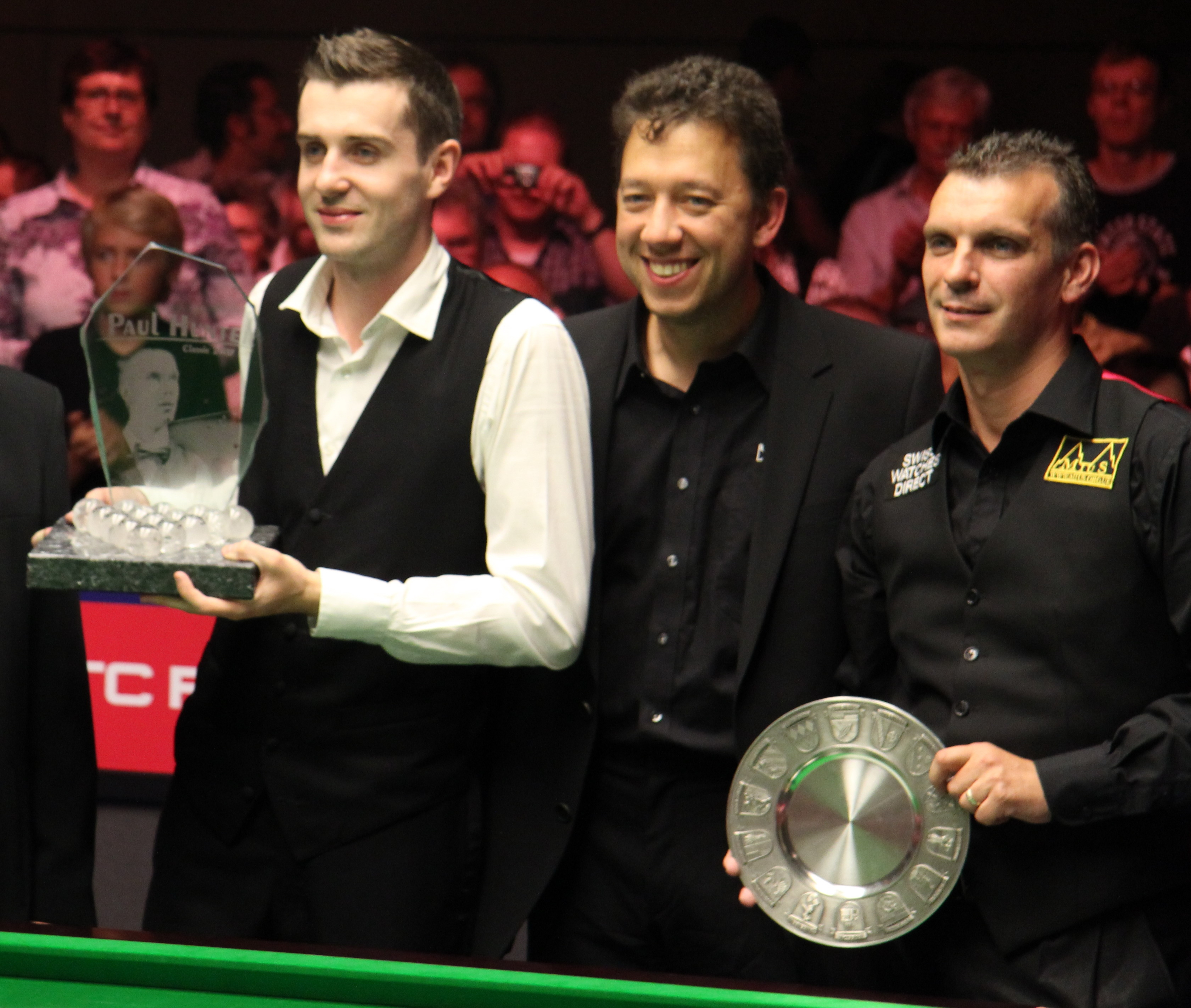
Mark Selby, vainqueur du classique Paul Hunter 2011, accompagné du finaliste Mark Davis.

En début de saison 2011-2012, Mark Selby remporte le classique de Wuxi contre son compatriote Ali Carter (9-7). Il atteint ensuite la place de no 1 mondial en octobre 2011, à l'issue d'une deuxième victoire sur un deuxième tournoi classé lors du Masters de Shanghai. La même saison, Selby échoue en finale de l'Open du pays de Galles contre Ding Junhui (9-6). Sa constance dans les tournois principaux lui permet un maintien à la première place mondiale en fin de saison.
L'année suivante, Selby s'impose pour la deuxième année consécutive sur le classique Paul Hunter. Il remporte ensuite le championnat du Royaume-Uni pour la première fois, battant Shaun Murphy sur le score de 10-6 en finale. En fin de saison, Mark Selby perd une nouvelle finale sur l'Open de Chine.
Au cours de l'édition 2013 du championnat du Royaume-Uni, Mark Selby inscrit un break maximum de 147 pour la première fois de sa carrière dans un tournoi professionnel. Il s'agissait par ailleurs de la 100e fois qu'un 147 était enregistré dans l'histoire du snooker. Selby atteint ensuite la finale du tournoi et s'incline contre Neil Robertson. Il est d'ailleurs le premier joueur depuis 2000 à atteindre la finale du tournoi après l'avoir gagné l'année passée. Toujours en 2013, il s'impose pour la troisième fois de sa carrière au Masters, après 2010 et sa magnifique victoire à la manche décisive contre Ronnie O'Sullivan en finale. En finale, il prend sa revanche sur Robertson qu'il bat sur le score de 10-6.
En 2014, Selby perd deux autres finales lors de l'Open mondial et du Masters.
Il réalise aussi une année fantastique sur le circuit secondaire du championnat du circuit des joueurs, en remportant le titre sur l'Open d'Anvers 2013. Selby perd également deux autres finales en début de saison ; une sur l'Open de Yixing 2013, et l'autre sur l'Open de Rotterdam 2013, où il s'incline à la manche décisive contre le triple champion du monde, Mark Williams (4-3).

### Premier titre de champion du monde en 2015

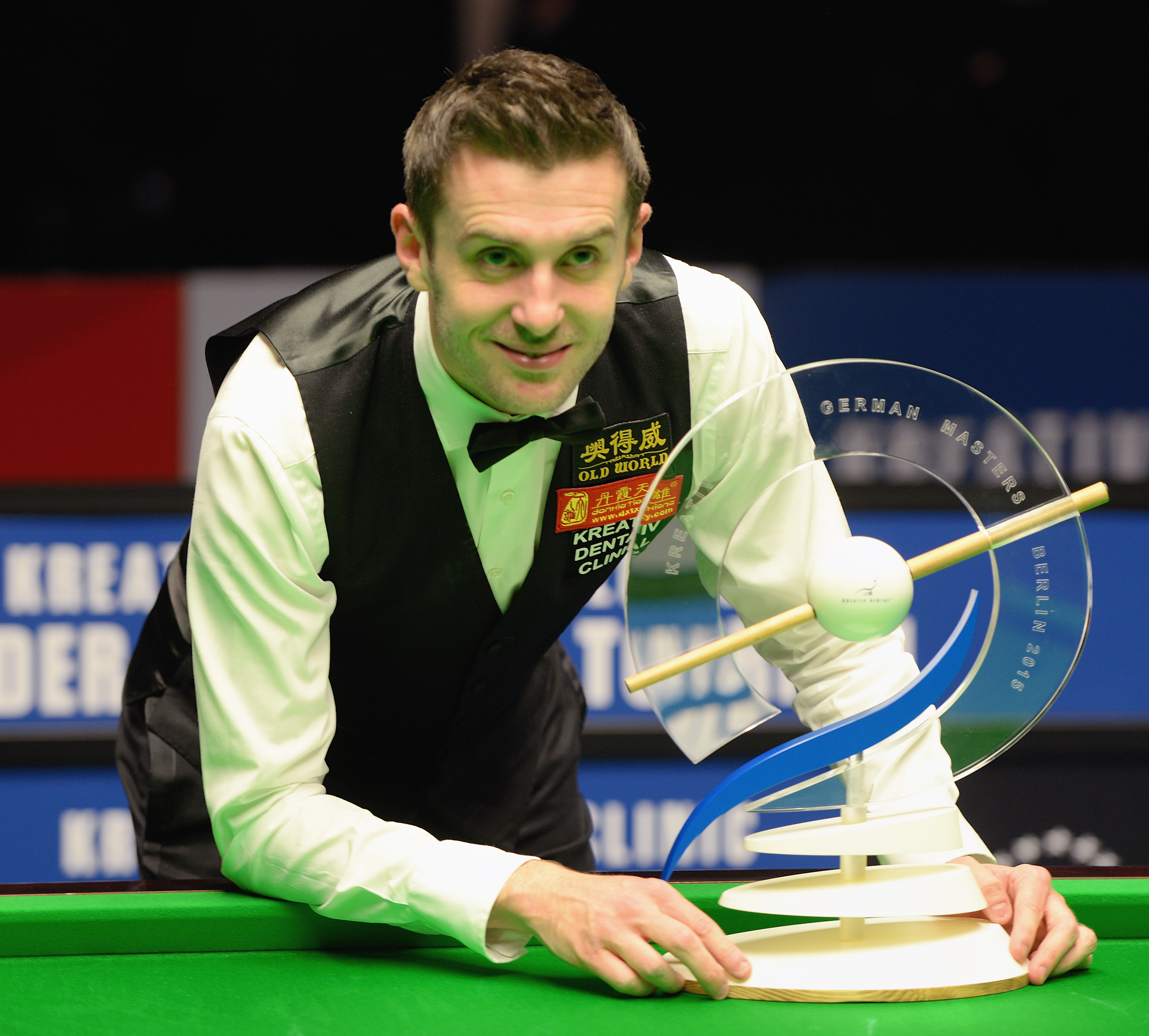
Mark Selby après son succès au Masters d'Allemagne 2015.

Le 5 mai 2014, il remporte son premier championnat du monde en battant Ronnie O'Sullivan 18 frames à 14, après avoir été mené 10 frames à 5. Il devient ainsi le premier à battre l'Anglais, alors quintuple champion du monde, en finale du championnat du monde au Crucible Theatre.
Parcours de Selby lors du championnat du monde 2014 :
- Premier tour : victoire sur Michael White (10-9)
- Deuxième tour : victoire sur Ali Carter (13-9)
- Quarts de finale : victoire sur Alan McManus (13-5)
- Demi-finales : victoire sur Neil Robertson (17-15)
- Finale : victoire sur Ronnie O'Sullivan (18-14)

Autres statistiques :
- Nombre de centuries : cinq
- Meilleur break : 133

Au cours de la saison 2014-2015, Mark Selby remporte deux tournois classés : le Masters d'Allemagne face à Shaun Murphy et l'Open de Chine face au surprenant Gary Wilson. Sur le circuit européen, il sort victorieux de l'Open de Riga. Accumulant un nombre important de points au classement, il redevient premier du classement et accentue son avance sur ses adversaires.

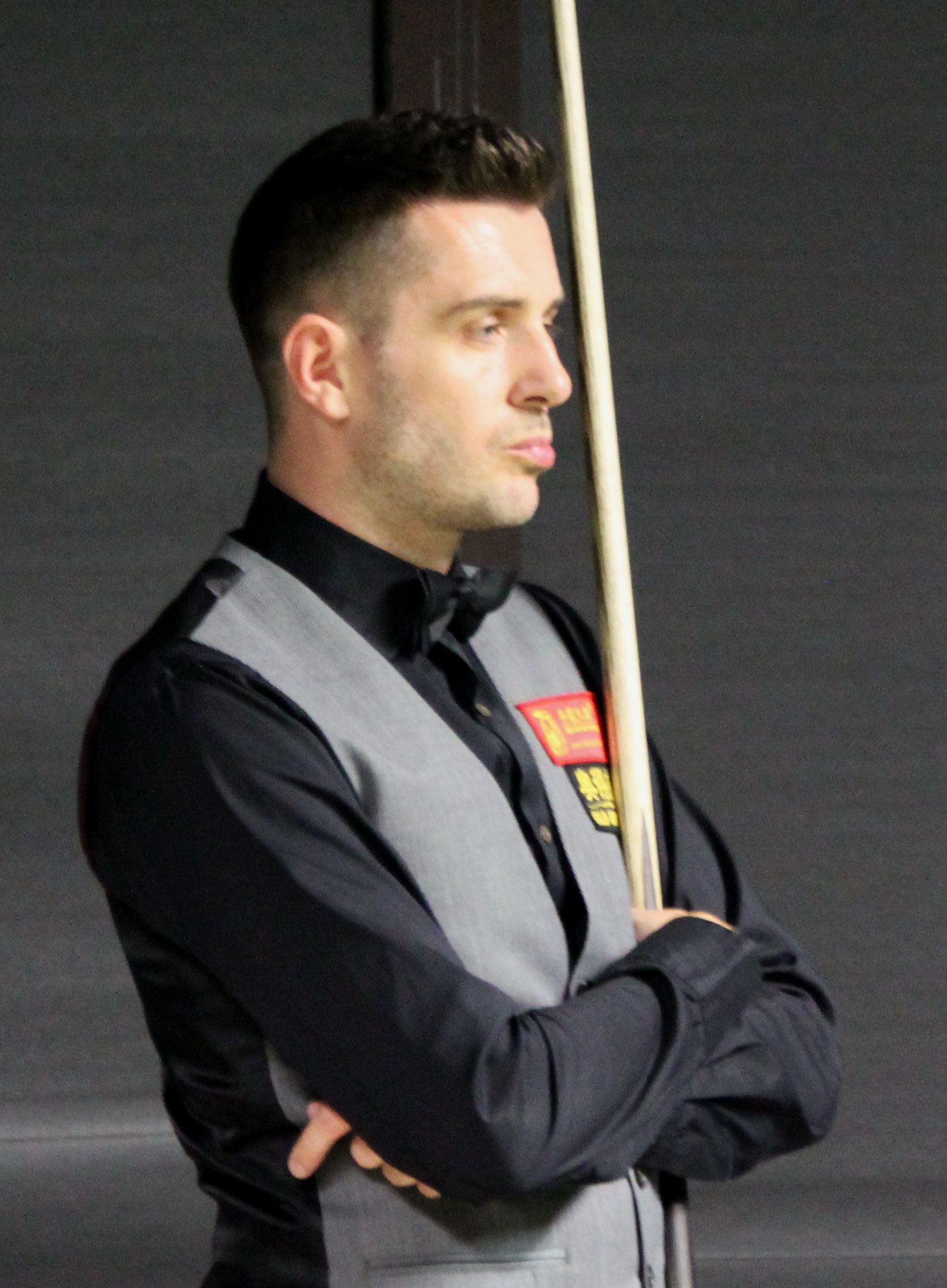
Mark Selby au Classique Paul Hunter 2016.

### Doublé au championnat du monde et domination (2016-2017)
En début d'année 2016, il s'impose à l'Open de Gdynia qui n'est autre que son dernier titre sur le circuit européen. Au mois de mai 2016, Mark Selby gagne son deuxième titre de champion du monde en battant Ding Junhui 18 manches à 14 en finale, succès qu'il renouvelle cinq mois plus tard en battant ce même adversaire 10 frames à 1 en finale du championnat international. Au mondial 2016, Selby se montre encore plus solide qu'en 2014 et domine ses adversaires dans chaque compartiment du jeu. Au premier tour, il élimine son compatriote Robert Milkins (10-6). Au deuxième tour, il affronte un Sam Baird très en forme mais parvient à s'en sortir (13-11). Il bat ensuite Kyren Wilson en quart de finale (13-8). Il retrouve Marco Fu en demi-finale et s'en sort malgré un match très disputé.
Au cours de la saison 2016-2017, Selby parvient à remporter son deuxième titre au championnat du Royaume-Uni (après 2012). Très solide et accrocheur, il remporte la finale face à O'Sullivan qu'il domine sur le score de 10 à 7. En fin de saison, Selby remporte son deuxième Open de Chine. Il avait aussi remporté plus tot dans la saison le Classique Paul Hunter contre Tom Ford et perdu une finale contre Ding au Masters de Shanghai. 
Cette saison incroyable fait de lui le grand favori pour la victoire au championnat du monde. Comme les observateurs s'y attendent, Selby remporte ses trois premiers matchs sans aucune difficulté. Au premier tour, il élimine l’expérimenté Fergal O'Brien (10-2). Il se montre encore plus performant contre Xiao Guodong au deuxième tour et s'impose sur le score très sec de 13 manches à 6. Au tour suivant, il retrouve un homme en forme ; Marco Fu. Très confiant et sûr de lui, Mark s'impose sur le score de 13-3 et file en demi-finale. En demi-finale, il élimine Ding Junhui (17-15), avant de retrouver John Higgins en finale. La finale est serrée et Higgins est même légèrement au-dessus de Selby. À quinze manches partout, la confiance de Selby lui permet de remporter les trois prochaines manches et ainsi un troisième titre de champion du monde. Par ailleurs, à l'issue de la saison, il frôle le million de gain annuel, son record personnel.

### Maintien dans le top 10 (2018-2020)
La saison suivante, il parvient à défendre ses deux victoires de la saison précédente en Chine (championnat international et Open de Chine 2018 ), mais connais une déception sur les principaux événements du calendrier (championnat du monde, championnat du Royaume-Uni et Masters) puisqu'il est éliminé aux premiers tour à chaque fois. Il termine quand même la saison au sommet du classement mondial.
La saison 2018-2019 s'avère également moyenne puisque Mark Selby ne remporte qu'un seul tournoi classé à Canton, à l'occasion de la troisième édition du championnat de Chine, dans une finale accrochée l'opposant à John Higgins. Le 24 mars 2019, Selby se fait détrôner de la place de no 1 mondial qu'il occupait depuis 2011 par l'Anglais Ronnie O'Sullivan. En octobre 2019, il remporte son 16e titre de classement à l'Open d'Angleterre, après près d'une année sans victoire. Deux mois plus tard, il bat Jack Lisowski en finale de l'Open d'Écosse, faisant de lui le tout premier joueur à remporter deux tournois des Home Nations Series en une seule saison.
Lors du championnat du monde de snooker 2020, Selby rejoint les demi-finales, où il affronte Ronnie O'Sullivan. O'Sullivan prend une avance de 5-3 après la première session, mais Selby remporte la deuxième session pour mener 9-7. Lors de la troisième session, il prend un avantage de 13-9 avant qu'O'Sullivan ne remporte les deux dernières manches de la session. Selby prend ensuite une avance de 16-14, se laissant à une manche de sa cinquième finale de championnat du monde. Mais il perd les trois dernières manches du match. Selby termine la saison no 4 mondial.

### Quatrième titre de champion du monde (2020-2021)
Pour la première fois de sa carrière, il remporte le premier tournoi classé de la saison en septembre 2020, à l'occasion du Masters d'Europe de snooker 2020. Après avoir dominé des joueurs comme Ding Junhui et Shaun Murphy, il se débarrasse de son compatriote Martin Gould en finale, en manche décisive (9-8). Il s'empare du 19e titre classé de sa carrière en battant sèchement Ronnie O'Sullivan en finale de l'Open d'Écosse, 9 frames à 3. Avec un ratio de 11 finales remportées sans défaite en autant de finales disputées depuis 2016, Selby égale le record de Stephen Hendry[réf. nécessaire]. Néanmoins, cette série ne va pas plus loin puisqu'il est battu en finale au Shoot-Out contre Ryan Day.  

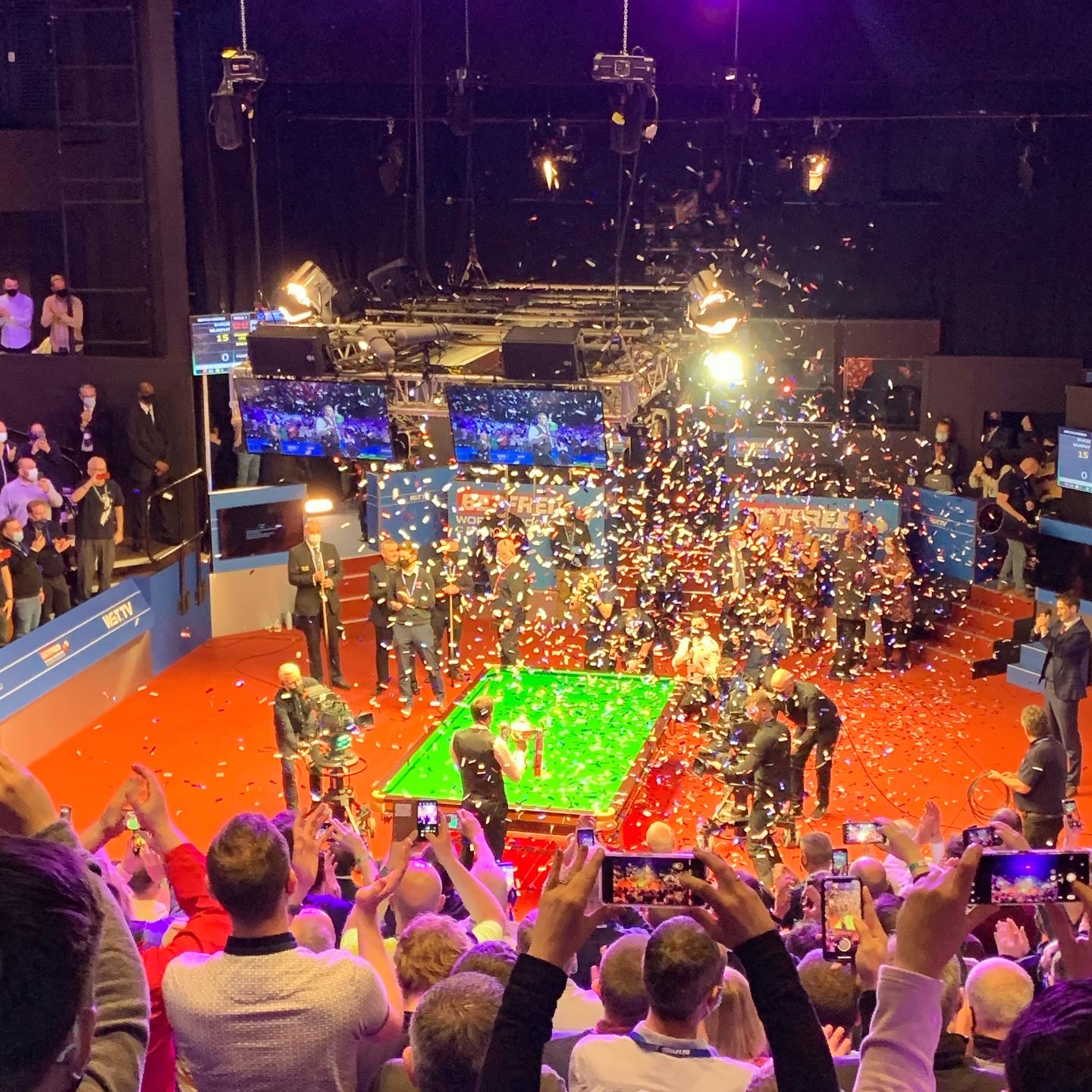
Mark Selby, vainqueur d'un quatrième titre de champion du monde.

Il arrive au championnat du monde en tant que tête de série no 4 et sérieux outsider pour la victoire finale. Au premier tour, il domine Kurt Maflin en réalisant un match presque parfait (victoire 10 à 1), déclarant à la fin du match être très proche de son meilleur niveau. Son deuxième tour semble plus compliqué puisqu'il retrouve le no 13 mondial, le « pistolet nord-irlandais », Mark Allen. Toutefois, Selby s'impose de nouveau facilement (13-7). En quart de finale, il doit rencontrer celui qui a remporté comme lui trois titres de champion du monde, en la personne de Mark Williams. Cette fois-ci, Selby remporte le match en deux sessions seulement (13-3). Lors de la deuxième session, Selby réussit 99 % de ses empochages, un taux de réussite atteint très rarement par les joueurs. Stuart Bingham est probablement l'adversaire le plus coriace que Selby rencontre dans le tournoi. La première session termine à 4-4, avec un meilleur break de 92 points. la deuxième session est encore mieux maîtrisée par le « jester from Leicester » qui signe notamment deux breaks de 134 consécutifs et termine en tête à 9-7. C'est dans la troisième session que Bingham se montre le plus menaçant, remportant les cinq premières manches de la session pour mener 12-9. Selby remporte les deux suivante, mais Bingham assure la dernière pour terminer à 13-12. Dans la dernière session, la tension est à son maximum, mais Selby fait preuve d'une grande solidité pour s'imposer avec deux manches d'avance (17-15). Pour la première fois de sa carrière, Selby retrouve Shaun Murphy en finale d'un championnat du monde. Par ailleurs, les deux joueurs sont entraînés par le même coach, Chris Henry qui voit alors ses deux poulains se battre pour le titre, ce qui n'était jamais arrivé auparavant. Après une première session décousue, c'est très logiquement le « magicien », Shaun Murphy qui termine devant (5-3). C'est lors de la session du dimanche soir que Mark fait la différence, s'adjugeant sept des neuf manches disputées. Bien que Selby ne mène 10 à 7, le reste de la finale est très équilibré, mais Murphy ne parvient jamais à refaire son retard et finit par s'incliner 18 à 15.
Selby termine ainsi la saison à la deuxième place du classement. Lors de l'interview du vainqueur, il ne cache pas son ambition de très vite récupérer la première place mondiale. Il indique aussi que ce nouveau titre lui a redonné beaucoup de confiance. Il retrouve la première place mondiale en décembre 2021.

### Difficultés mentales et réaction (depuis 2022)
En début d'année 2022, Mark Selby révèle aux micros d'Eurosport le combat qu'il mène contre la dépression depuis plusieurs années. Il explique par ailleurs que cela ne l'affecte pas lorsqu'il est à la table parce qu'il est concentré sur le jeu. Néanmoins, lorsqu'il est assis sur sa chaise et doit regarder son adversaire jouer, il est rattrapé par ses « démons ». Ces difficultés sur le plan mental semblent quand même affecter le no 1 mondial qui s'incline avant les quarts de finale sur dix des onze tournois de classement auxquels il participe durant la saison 2021-2022. En fin de saison, il est éliminé dès le deuxième tour du championnat du monde par Yan Bingtao et perd la 1re place mondiale à l'issue du tournoi.
Il parvient à se ressaisir dès la saison suivante, retrouvant sa régularité d'antan et s'adjugeant le titre lors du dernier tournoi de l'année 2022 : l'Open d'Angleterre. Ému, il décrit ce succès comme la plus belle réussite de sa carrière. Après plusieurs semaines sans résultat notoire, Selby réagit à nouveau de la meilleure des façons puisqu'il s'adjuge le titre au classique de snooker, tournoi instauré pour compenser la suppression du traditionnel Open de Gibraltar. Quelques semaines après, Selby rejoint la finale du championnat du monde pour la sixième fois de sa carrière. Il la perd néanmoins, lui qui était invaincu en finale de ce tournoi depuis sa première finale, perdue en 2007 face à John Higgins. Dans la 16e frame, il fait le premier 147 enregistré dans une finale de championnat du monde.
Confirmant son retour en forme, Selby est finaliste lors de l'Open de Grande-Bretagne 2023. Il est cependant vaincu par un Mark Williams des grands jours. Il s'agit par ailleurs de sa sixième demi-finale consécutive en tournoi, une performance suffisamment rare pour être soulignée. En fin de saison, Selby remporte le championnat de la ligue pour la première fois de sa carrière, lui qui avait disputé la finale des deux premières éditions en 2008 et 2009.
En début de saison 2024-2025, Selby remporte son 23e titre en tournoi classé et premier Open de Grande-Bretagne, dominant l'un de ses vieux rivaux en finale, en la personne de John Higgins (10-5). Début février, il défend son titre sur le championnat de la ligue, dominant cette fois Kyren Wilson en finale (3-0). Dans la foulée, Mark s'adjuge son deuxième titre en carrière à l'Open du pays de Galles, dix-sept ans après son premier. En finale, il élimine Stephen Maguire, au terme d'un match solide (9-6). En fin de saison, il s'incline de justesse en finale du championnat du circuit contre John Higgins (10-8), après avoir réalisé un solide tournoi.

## Style de jeu, technique et comportement sur la table

### Style de jeu
Réputé pour être un compétiteur accrocheur, Mark Selby abandonne rarement une partie s'il se sent capable de rattraper son retard, allant jusqu'à disputer la victoire malgré trois, voire quatre « snookers » de retard.

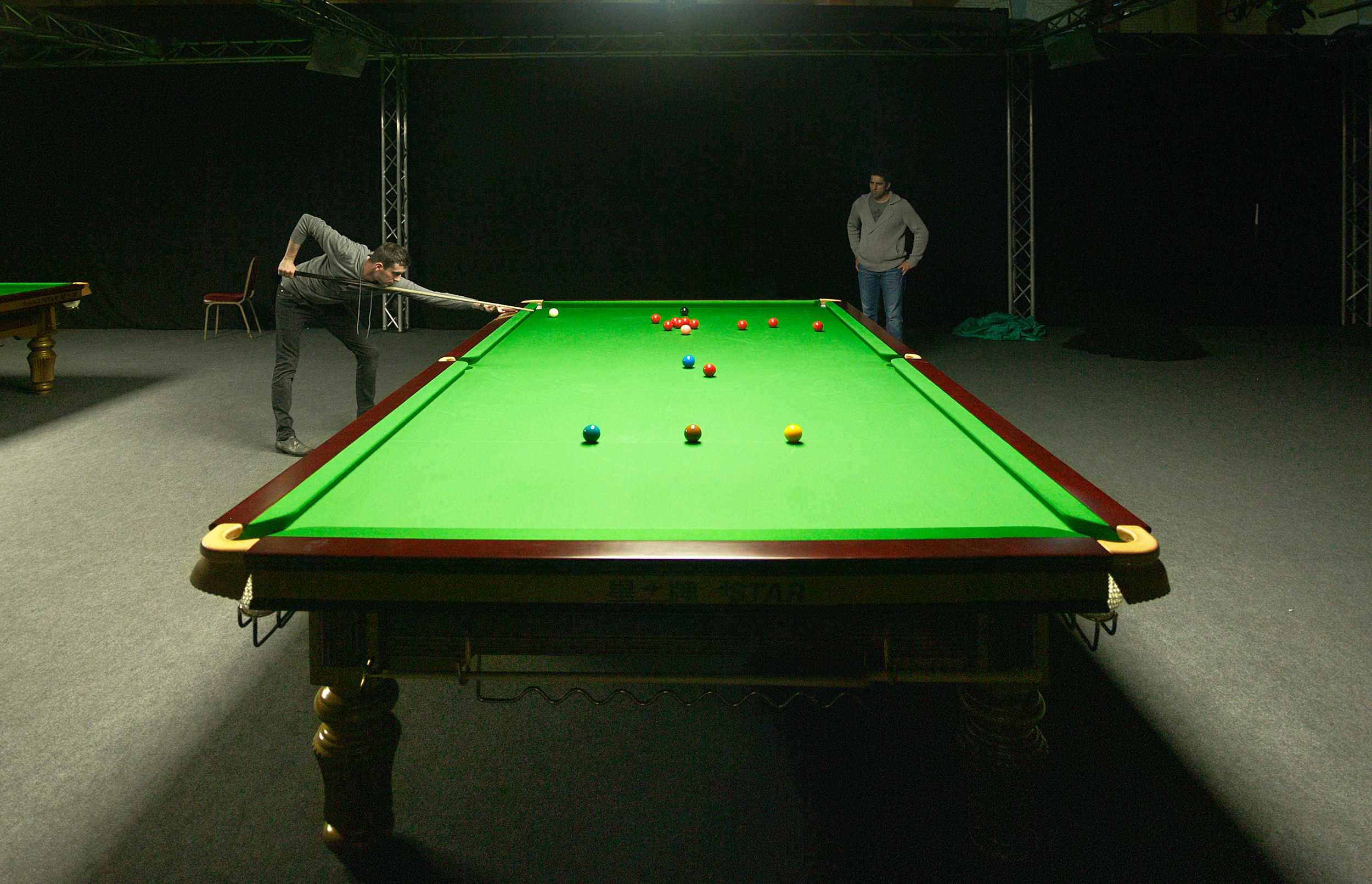
Mark Selby à l'entrainement.

Au début de sa carrière professionnelle, Mark Selby a un style plutôt défensif ; il évite les prises de risque inutiles et sait se montrer prudent lorsqu'il n'a pas grand chose à jouer. Lors du championnat du monde 2007, il fait valoir son efficacité en défense et remporte des rencontres très mal embarquées dans l’ensemble du tournoi. Dans son premier match qui l'oppose à Stephen Lee, il est mené 5-0 et parvient à remporter huit manches à la suite pour finalement remporter la rencontre sur le score de 10 à 7. En quart de finale, il sait se montrer patient face à un Ali Carter pourtant dominateur. Selby remporte le match à la belle, malgré un retard important tout au long de la partie. Il continue à s'accrocher en demi-finale ; bien que mené par son compatriote Shaun Murphy, Selby montre une fois de plus qu'il est l'homme des situations et s'impose à la manche décisive malgré un retard de deux manches. Bien que dominé en finale, il revient à 13-14 en jouant sur le moral de Higgins. En 2014, lorsqu'il remporte le titre de champion du monde, Selby fait complètement craquer le quintuple champion du monde Ronnie O'Sullivan en finale. Mené 5-3, 8-3 et 10-5, Selby parvient à finir la deuxième session à 7-10. Pour revenir, Selby effectue des petits breaks et n'hésite pas à défendre ; son meilleur break à l'issue de la deuxième session est un médiocre break de 67 points, tandis que son adversaire a déjà réalisé un break de 131 points. Le lendemain, Selby poursuit dans la même dynamique ; il finit devant à l'issue de la troisième session. Dans la quatrième session, la bataille défensive est lancée, mais Selby accroît son avance et finit par s'imposer. À l'issue du match, Ronnie félicite son adversaire et avoue avoir eu en face de lui un vrai mur en défense.
Toutefois, Selby, très travailleur à l'entrainement, a su faire progresser son jeu d'attaque, jusqu'à devenir l'un des plus gros constructeurs de breaks de la discipline. Avec ses 625 centuries réalisés en carrière, il est le sixième joueur ayant réalisé le plus de centuries en carrière (voir break). Lors de ses deux autres victoires au championnat du monde, Selby se montre plus opportuniste et enchaîne les gros breaks. En 2016, il réalise pas moins de neuf centuries lors du tournoi, dont un break de 134 points. Lors de son titre en 2017, Selby réalise huit centuries, dont un break de 143 points qui n'est autre que le deuxième meilleur break du tournoi.
Selby fait aussi partie des rares joueurs ayant inscrit trois breaks maximaux en carrière.

### Technique
Mark Selby fait partie des joueurs les plus propres du circuit techniquement. Sa grande taille lui permet une meilleure allonge, mais aussi une meilleure stabilité au niveau du dos, des jambes et du chevalet. Il a une action de queue de billard assez rigide et assez lente, contrairement à un Ronnie O'Sullivan qui est plus relâché.

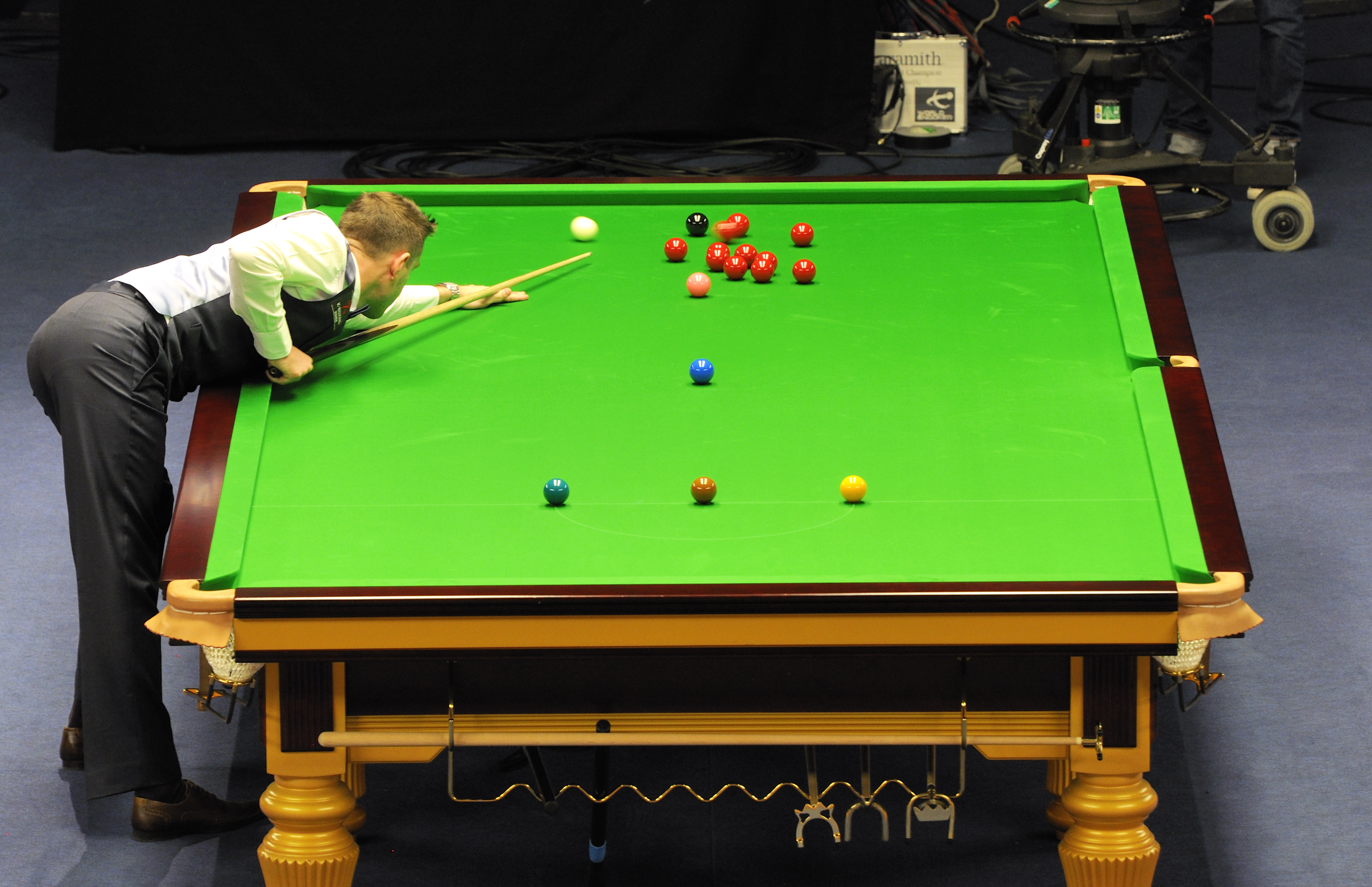
Mark Selby en position de jeu : jambe droite tendue, dos plat et chevalet solide.
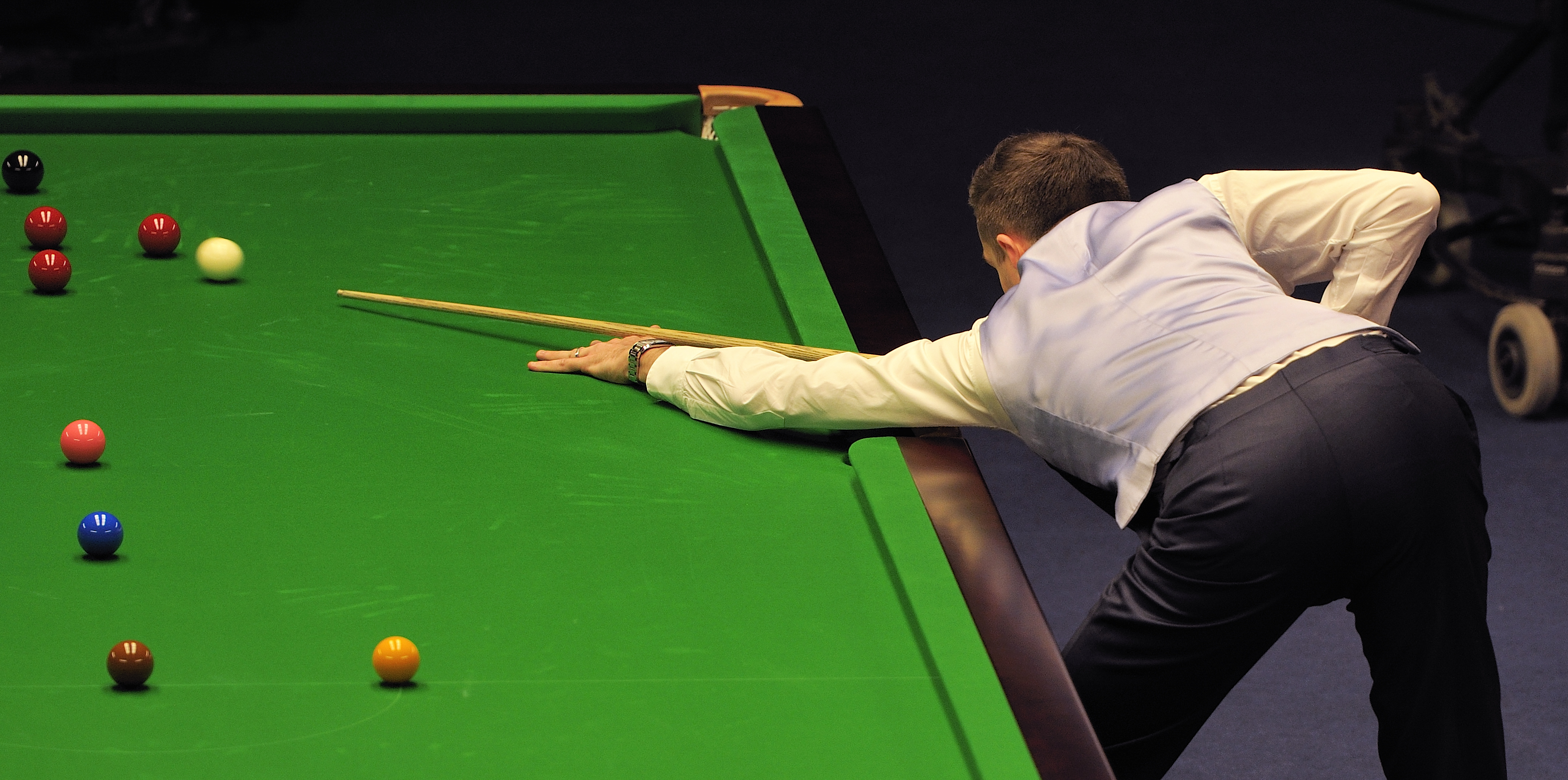
Aperçu de la solidité technique de Mark Selby.
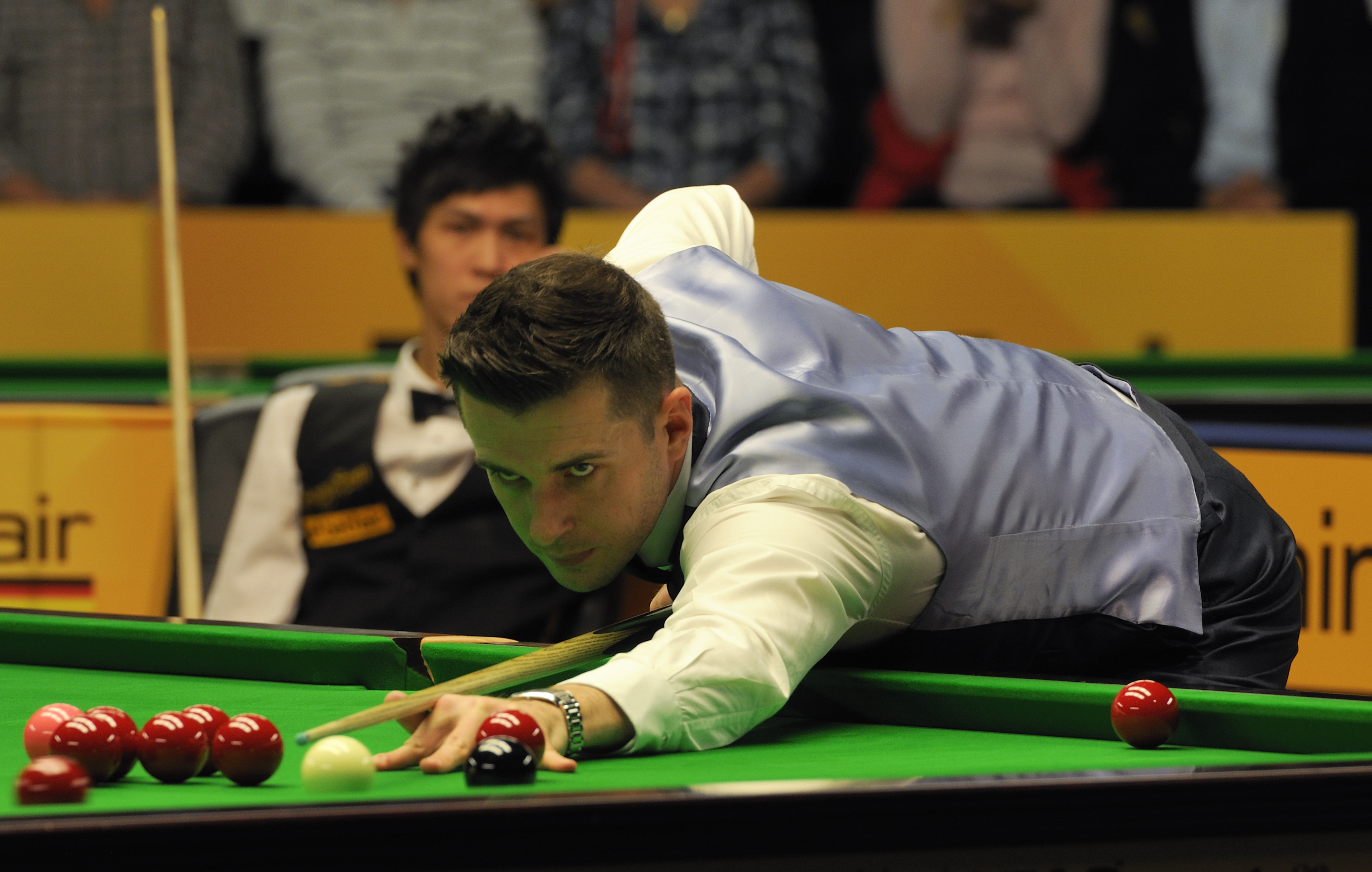
Le chevalet de Mark Selby.
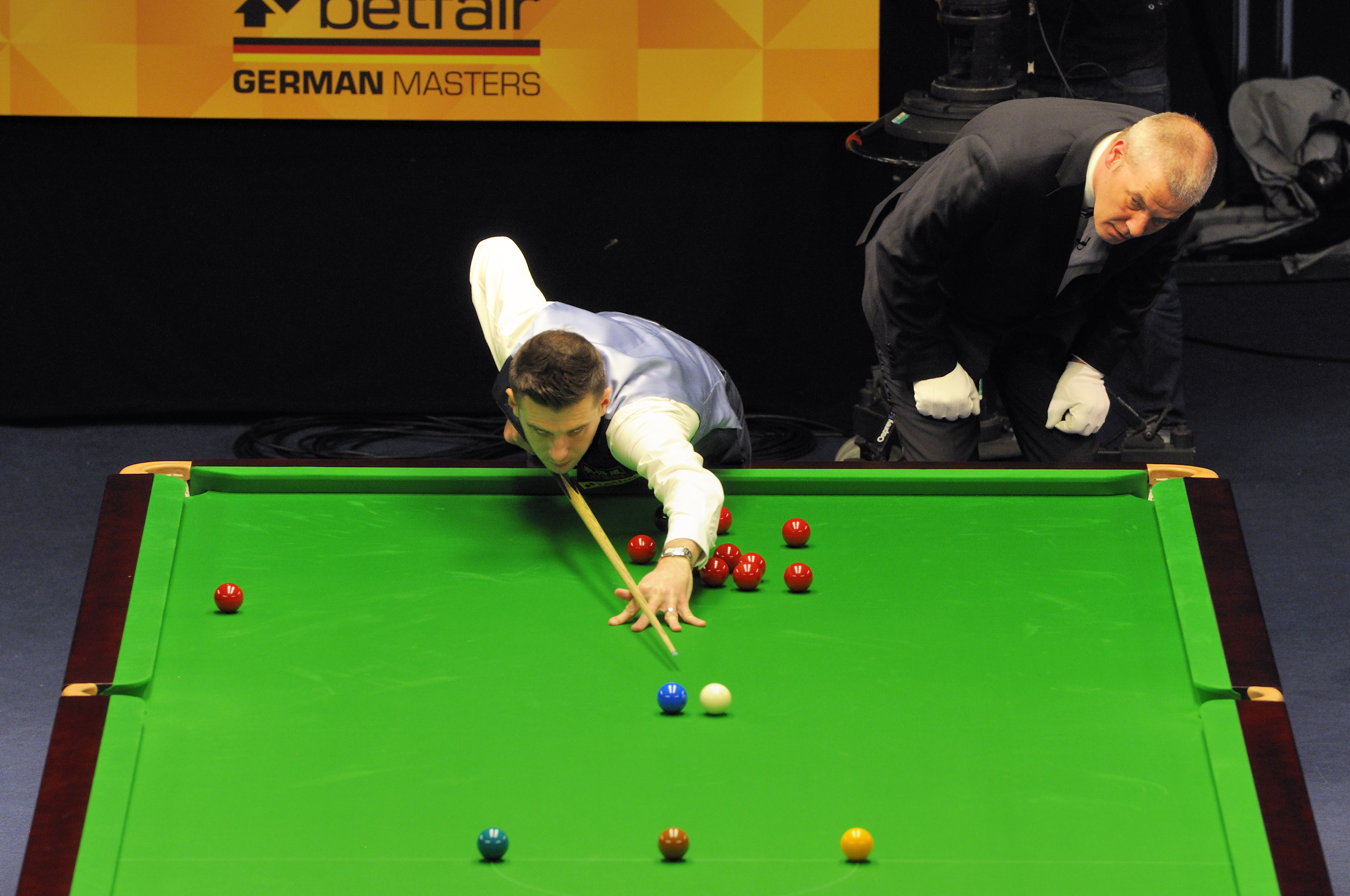
Selby surélève son bras gauche pour éviter la faute.
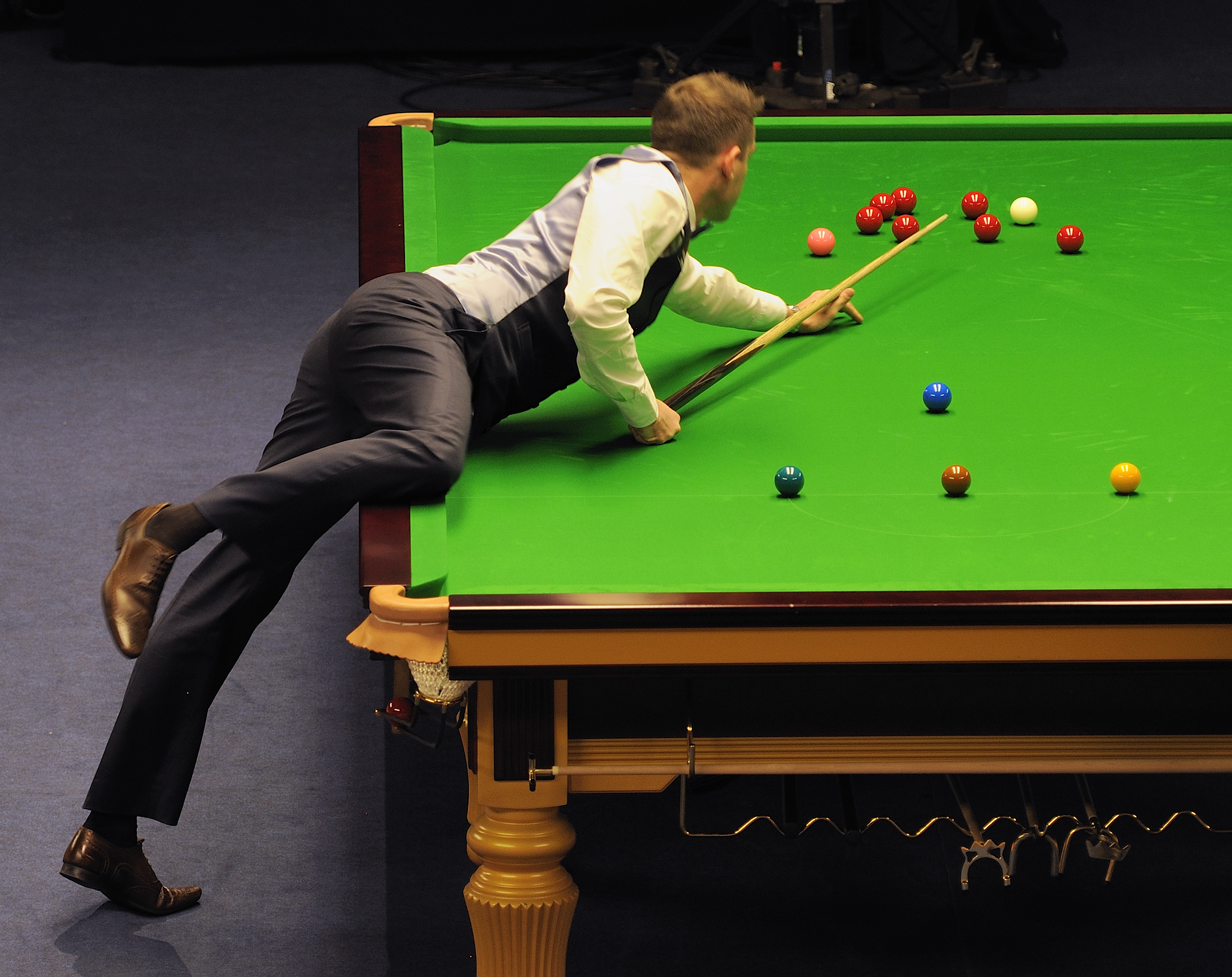
La grande taille de Selby lui permet une meilleure allonge sur la table.

### Comportement sur la table
Bien que compétiteur dans l’âme, Mark Selby est apprécié par ses pairs et par les passionnés pour son fair-play et sa bonne humeur autour d'une table de snooker. Relativement fantasque et fantaisiste, Mark Selby est surnommé le « Jester from Leicester » ; le bouffon de Leicester,. Ce surnom lui a été donné par Richard Beare qui éstime que Selby aime avoir « a laugh and a joke ».

## Carrière dans le pool
En plus du snooker, Selby est un adept du pool (variante du billard), particulièrement du billard anglais (blackball) et du billard chinois (Chinese eight-ball). En juillet 2006, il a remporté le championnat du monde de billard anglais, battant Darren Appleton en finale (11-7) à Blackpool. Il a aussi perdu en finale du championnat du monde de billard chinois, cette fois-ci, c'est Appleton qui l'a battu,.

## Palmarès

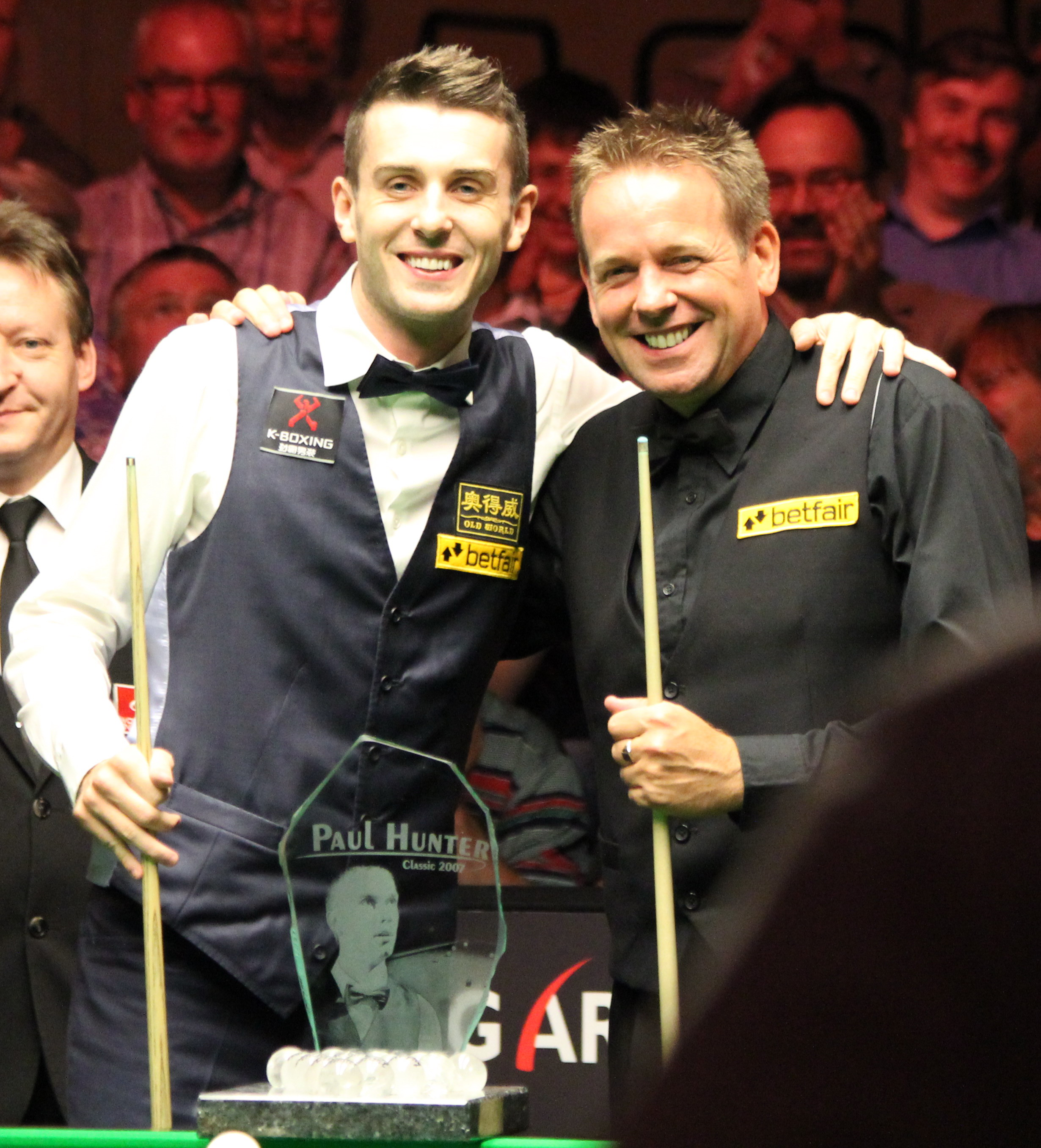
Mark Selby et Joe Swail avant la finale du classique Paul Hunter 2012.

| Légende | Catégorie                      | Titres                         | Finales                        |
|         | Tournois classés               | 24                             | 13                             |
|         | Tournois classés mineurs       | 7                              | 3                              |
|         | Tournois non classés           | 11                             | 8                              |
|         | Tournois en équipes            | 0                              | 2                              |
|         | Tournois pro-am                | 0                              | 1                              |
|         | Tournois alternatifs           | 1                              | 0                              |
| Gras    | Tournois de la triple couronne | Tournois de la triple couronne | Tournois de la triple couronne |

### Titres

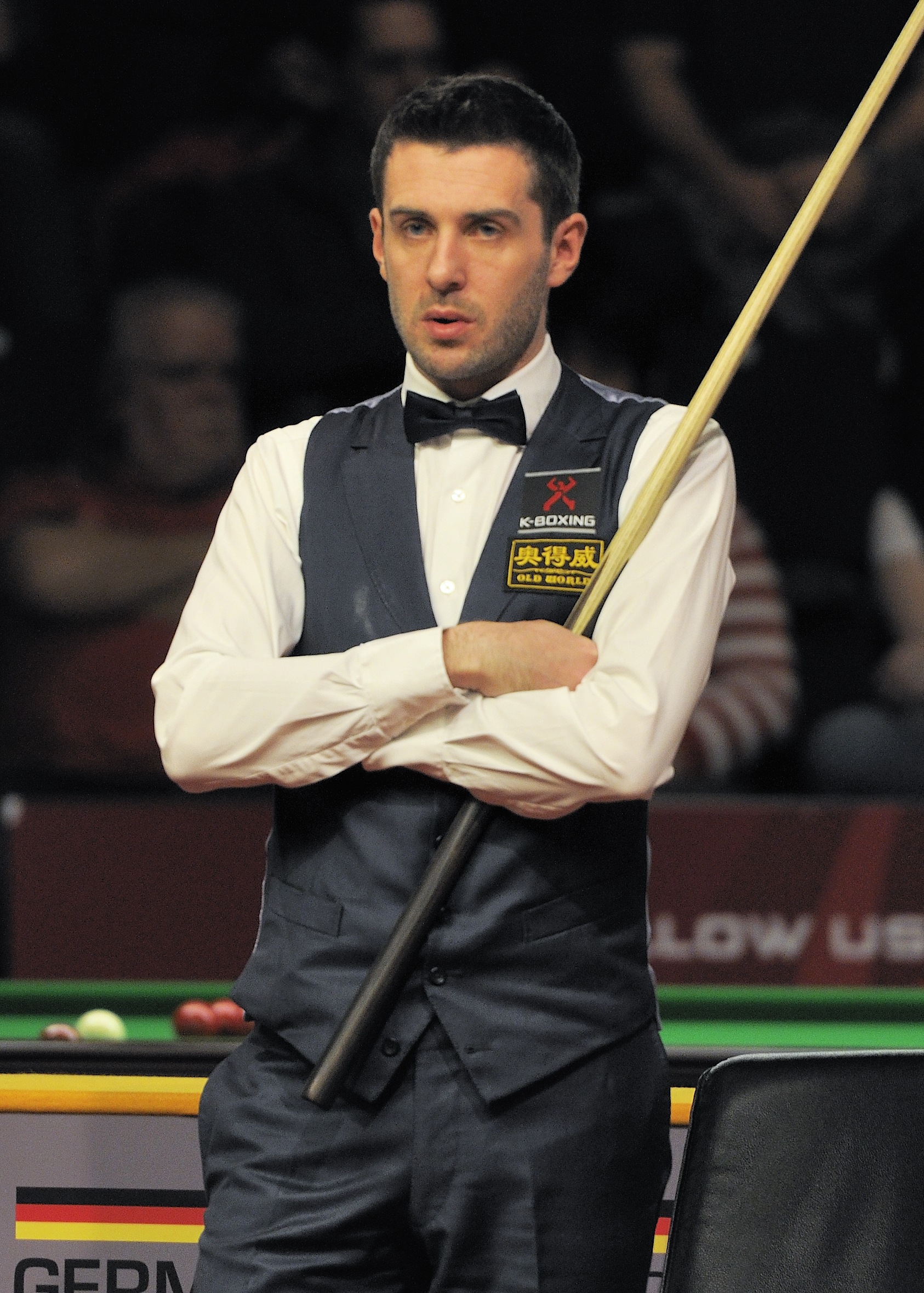
Mark Selby au Masters d'Allemagne en 2014.

| Saison    | Nom du tournoi                           | Lieu             | Finaliste         | Score | Tableau |
| 2007-2008 | Tournoi de Varsovie                      | Varsovie         | John Higgins      | 5-3   |         |
| 2007-2008 | Masters                                  | Wembley          | Stephen Lee       | 10-3  | Tableau |
| 2007-2008 | Open du pays de Galles                   | Newport          | Ronnie O'Sullivan | 9-8   | Tableau |
| 2009-2010 | Masters (2)                              | Wembley          | Ronnie O'Sullivan | 10-9  | Tableau |
| 2010-2011 | Épreuve 2 de Sheffield                   | Sheffield        | Barry Pinches     | 4-3   | Tableau |
| 2010-2011 | Championnat du monde à six billes rouges | Bangkok          | Ricky Walden      | 8-6   | Tableau |
| 2011-2012 | Classique de Wuxi                        | Wuxi             | Ali Carter        | 9-7   |         |
| 2011-2012 | Classique Paul Hunter                    | Fürth            | Mark Davis        | 4-0   | Tableau |
| 2011-2012 | Masters de Shanghai                      | Shanghai         | Mark Williams     | 10-9  | Tableau |
| 2011-2012 | Trophée de Hong Kong (printemps)         | Hong Kong        | Andrew Higginson  | 7-1   |         |
| 2012-2013 | Classique Paul Hunter (2)                | Fürth            | Joe Swail         | 4-1   | Tableau |
| 2012-2013 | Championnat du Royaume-Uni               | York             | Shaun Murphy      | 10-6  | Tableau |
| 2012-2013 | Masters (3)                              | Londres          | Neil Robertson    | 10-6  | Tableau |
| 2013-2014 | Open FFB                                 | Fürstenfeldbruck | Graeme Dott       | 4-3   | Tableau |
| 2013-2014 | Open d'Anvers                            | Anvers           | Ronnie O'Sullivan | 4-3   | Tableau |
| 2013-2014 | Championnat du monde                     | Sheffield        | Ronnie O'Sullivan | 18-14 | Tableau |
| 2014-2015 | Open de Riga                             | Riga             | Mark Allen        | 4-3   | Tableau |
| 2014-2015 | Masters d'Allemagne                      | Berlin           | Shaun Murphy      | 9-7   | Tableau |
| 2014-2015 | Open de Chine                            | Pékin            | Gary Wilson       | 10-2  | Tableau |
| 2015-2016 | Open de Gdynia                           | Gdynia           | Martin Gould      | 4-1   | Tableau |
| 2015-2016 | Championnat du monde (2)                 | Sheffield        | Ding Junhui       | 18-14 | Tableau |
| 2016-2017 | Classique Paul Hunter (3)                | Fürth            | Tom Ford          | 4-2   | Tableau |
| 2016-2017 | Championnat international                | Daqing           | Ding Junhui       | 10-1  | Tableau |
| 2016-2017 | Championnat du Royaume-Uni (2)           | York             | Ronnie O'Sullivan | 10-7  | Tableau |
| 2016-2017 | Open de Chine (2)                        | Pékin            | Mark Williams     | 10-8  | Tableau |
| 2016-2017 | Championnat du monde (3)                 | Sheffield        | John Higgins      | 18-15 | Tableau |
| 2017-2018 | Open de Haining                          | Haining          | Tom Ford          | 5-1   | Tableau |
| 2017-2018 | Championnat international (2)            | Daqing           | Mark Allen        | 10-7  | Tableau |
| 2017-2018 | Open de Chine (3)                        | Pékin            | Barry Hawkins     | 11-3  | Tableau |
| 2018-2019 | Open de Haining (2)                      | Haining          | Li Hang           | 5-4   | Tableau |
| 2018-2019 | Championnat de Chine                     | Canton           | John Higgins      | 10-9  | Tableau |
| 2019-2020 | Open d'Angleterre                        | Crawley          | David Gilbert     | 9-1   | Tableau |
| 2019-2020 | Open d'Écosse                            | Glasgow          | Jack Lisowski     | 9-6   | Tableau |
| 2020-2021 | Masters d'Europe                         | Milton Keynes    | Martin Gould      | 9-8   | Tableau |
| 2020-2021 | Open d'Écosse (2)                        | Milton Keynes    | Ronnie O'Sullivan | 9-3   | Tableau |
| 2020-2021 | Championnat du monde (4)                 | Sheffield        | Shaun Murphy      | 18-15 | Tableau |
| 2022-2023 | Open d'Angleterre (2)                    | Brentwood        | Luca Brecel       | 9-6   | Tableau |
| 2022-2023 | Classique de snooker                     | Leicester        | Pang Junxu        | 6-2   | Tableau |
| 2023-2024 | Masters de Macao (épreuve 1)             | Macao            | Ali Carter        | 6-3   |         |
| 2023-2024 | Championnat de la ligue                  | Leicester        | Joe O'Connor      | 3-1   | Tableau |
| 2024-2025 | Open de Grande-Bretagne                  | Cheltenham       | John Higgins      | 10-5  | Tableau |
| 2024-2025 | Championnat de la ligue (2)              | Leicester        | Kyren Wilson      | 3-0   | Tableau |
| 2024-2025 | Open du pays de Galles (2)               | Llandudno        | Stephen Maguire   | 9-6   | Tableau |

### Finales perdues
| Saison    | Nom du tournoi                                                   | Lieu          | Finaliste                     | Score | Tableau |
| 2002-2003 | Open d'Écosse                                                    | Édimbourg     | David Gray                    | 7-9   | Tableau |
| 2006-2007 | Épreuve qualificative au Masters                                 | Sheffield     | Stuart Bingham                | 2-6   | Tableau |
| 2006-2007 | Championnat du monde                                             | Sheffield     | John Higgins                  | 13-18 | Tableau |
| 2007-2008 | Championnat de la ligue                                          | Stock         | Joe Perry                     | 1-3   |         |
| 2008-2009 | Séries mondiales (épreuve de Jersey)                             | Saint Helier  | John Higgins                  | 3-6   |         |
| 2008-2009 | Classique de Jiangsu                                             | Jiangsu       | Ding Junhui                   | 5-6   |         |
| 2008-2009 | Classique Paul Hunter                                            | Fürth         | Shaun Murphy                  | 0-4   |         |
| 2008-2009 | Première ligue                                                   | Hupton-on-Sea | Ronnie O'Sullivan             | 2-7   |         |
| 2008-2009 | Masters                                                          | Wembley       | Ronnie O'Sullivan             | 8-10  | Tableau |
| 2008-2009 | Championnat de la ligue (2)                                      | Stock         | Judd Trump                    | 2-3   |         |
| 2010-2011 | Masters d'Allemagne                                              | Berlin        | Mark Williams                 | 7-9   | Tableau |
| 2010-2011 | Open de Chine                                                    | Pékin         | Judd Trump                    | 8-10  | Tableau |
| 2011-2012 | Open du pays de Galles                                           | Newport       | Ding Junhui                   | 6-9   | Tableau |
| 2012-2013 | Open d'Anvers                                                    | Anvers        | Mark Allen                    | 1-4   | Tableau |
| 2012-2013 | Open de Chine (2)                                                | Pékin         | Neil Robertson                | 6-10  | Tableau |
| 2013-2014 | Open de Yixing                                                   | Yixing        | Joe Perry                     | 1-4   | Tableau |
| 2013-2014 | Open de Rotterdam                                                | Rotterdam     | Mark Williams                 | 3-4   | Tableau |
| 2013-2014 | Championnat du Royaume-Uni                                       | York          | Neil Robertson                | 7-10  | Tableau |
| 2013-2014 | Masters (2)                                                      | Londres       | Ronnie O'Sullivan             | 4-10  | Tableau |
| 2013-2014 | Open mondial                                                     | Haikou        | Shaun Murphy                  | 6-10  | Tableau |
| 2016-2017 | Masters de Shanghai                                              | Shanghai      | Ding Junhui                   | 6-10  | Tableau |
| 2020-2021 | Snooker Shoot-Out                                                | Milton Keynes | Ryan Day                      | 0-1   | Tableau |
| 2022-2023 | Championnat du monde par équipes mixtes (avec Rebecca Kenna)     | Milton Keynes | Neil Robertson Mink Nutcharut | 2-4   |         |
| 2022-2023 | Championnat du monde (2)                                         | Sheffield     | Luca Brecel                   | 15-18 | Tableau |
| 2023-2024 | Open de Grande-Bretagne                                          | Cheltenham    | Mark Williams                 | 7-10  | Tableau |
| 2023-2024 | Championnat du monde par équipes mixtes (2) (avec Rebecca Kenna) | Manchester    | Luca Brecel Reanne Evans      | 2-4   |         |
| 2024-2025 | Championnat du circuit                                           | Manchester    | John Higgins                  | 8-10  | Tableau |

## Résultats dans les tournois
| Classement,                              | NC                   | 122                  | 95                   | 53                   | 29                   | 36                       | 39                       | 28                       | 11                       | 4                        | 7                        | 9                        | 3                        | 1                        | 1                        | 1                        | 1                        | 1                    | 1                    | 1                    | 6                    | 4                    | 2                    | 3                    | 5                    | 6                 |                   |                   |                   |                   |                   |                   |                   |                   |                   |                   |                   |                   |                   |                   |                   |                   |                   |                   |                   |                   |                   |                   |                   |                   |                   |                   |                   |                   |
| Tournois classés                         |                      |                      |                      |                      |                      |                          |                          |                          |                          |                          |                          |                          |                          |                          |                          |                          |                          |                      |                      |                      |                      |                      |                      |                      |                      |                   |                   |                   |                   |                   |                   |                   |                   |                   |                   |                   |                   |                   |                   |                   |                   |                   |                   |                   |                   |                   |                   |                   |                   |                   |                   |                   |                   |                   |
| Championnat de la ligue                  | Tournoi non existant | Tournoi non existant | Tournoi non existant | Tournoi non existant | Tournoi non existant | Tournoi non existant     | Tournoi non existant     | Tournoi non existant     | Tournoi non classé       | Tournoi non classé       | Tournoi non classé       | Tournoi non classé       | Tournoi non classé       | Tournoi non classé       | Tournoi non classé       | Tournoi non classé       | Tournoi non classé       | Tournoi non classé   | Tournoi non classé   | Tournoi non classé   | Tournoi non classé   | 3T                   | A                    | RR                   | A                    | A                 |                   |                   |                   |                   |                   |                   |                   |                   |                   |                   |                   |                   |                   |                   |                   |                   |                   |                   |                   |                   |                   |                   |                   |                   |                   |                   |                   |                   |
| Grand Prix de Xi'an                      | Tournoi non existant | Tournoi non existant | Tournoi non existant | Tournoi non existant | Tournoi non existant | Tournoi non existant     | Tournoi non existant     | Tournoi non existant     | Tournoi non existant     | Tournoi non existant     | Tournoi non existant     | Tournoi non existant     | Tournoi non existant     | Tournoi non existant     | Tournoi non existant     | Tournoi non existant     | Tournoi non existant     | Tournoi non existant | Tournoi non existant | Tournoi non existant | Tournoi non existant | Tournoi non existant | Tournoi non existant | Tournoi non existant | Tournoi non existant |                   |                   |                   |                   |                   |                   |                   |                   |                   |                   |                   |                   |                   |                   |                   |                   |                   |                   |                   |                   |                   |                   |                   |                   |                   |                   |                   |                   |                   |
| Masters d'Arabie Saoudite                | Tournoi non existant | Tournoi non existant | Tournoi non existant | Tournoi non existant | Tournoi non existant | Tournoi non existant     | Tournoi non existant     | Tournoi non existant     | Tournoi non existant     | Tournoi non existant     | Tournoi non existant     | Tournoi non existant     | Tournoi non existant     | Tournoi non existant     | Tournoi non existant     | Tournoi non existant     | Tournoi non existant     | Tournoi non existant | Tournoi non existant | Tournoi non existant | Tournoi non existant | Tournoi non existant | Tournoi non existant | Tournoi non existant | Tournoi non existant |                   |                   |                   |                   |                   |                   |                   |                   |                   |                   |                   |                   |                   |                   |                   |                   |                   |                   |                   |                   |                   |                   |                   |                   |                   |                   |                   |                   |                   |
| Open d'Angleterre                        | Tournoi non existant | Tournoi non existant | Tournoi non existant | Tournoi non existant | Tournoi non existant | Tournoi non existant     | Tournoi non existant     | Tournoi non existant     | Tournoi non existant     | Tournoi non existant     | Tournoi non existant     | Tournoi non existant     | Tournoi non existant     | Tournoi non existant     | Tournoi non existant     | Tournoi non existant     | Tournoi non existant     | 2T                   | 3T                   | 2T                   | V                    | DF                   | 3T                   | V                    | 1T                   |                   |                   |                   |                   |                   |                   |                   |                   |                   |                   |                   |                   |                   |                   |                   |                   |                   |                   |                   |                   |                   |                   |                   |                   |                   |                   |                   |                   |                   |
| Open britannique                         | 3T                   | DQ                   | DQ                   | DQ                   | 1T                   | 1T                       | Tournoi abandonné        | Tournoi abandonné        | Tournoi abandonné        | Tournoi abandonné        | Tournoi abandonné        | Tournoi abandonné        | Tournoi abandonné        | Tournoi abandonné        | Tournoi abandonné        | Tournoi abandonné        | Tournoi abandonné        | Tournoi abandonné    | Tournoi abandonné    | Tournoi abandonné    | Tournoi abandonné    | Tournoi abandonné    | 1T                   | QF                   | F                    |                   |                   |                   |                   |                   |                   |                   |                   |                   |                   |                   |                   |                   |                   |                   |                   |                   |                   |                   |                   |                   |                   |                   |                   |                   |                   |                   |                   |                   |
| Open de Wuhan                            | Tournoi non existant | Tournoi non existant | Tournoi non existant | Tournoi non existant | Tournoi non existant | Tournoi non existant     | Tournoi non existant     | Tournoi non existant     | Tournoi non existant     | Tournoi non existant     | Tournoi non existant     | Tournoi non existant     | Tournoi non existant     | Tournoi non existant     | Tournoi non existant     | Tournoi non existant     | Tournoi non existant     | Tournoi non existant | Tournoi non existant | Tournoi non existant | Tournoi non existant | Tournoi non existant | Tournoi non existant | Tournoi non existant | 1T                   |                   |                   |                   |                   |                   |                   |                   |                   |                   |                   |                   |                   |                   |                   |                   |                   |                   |                   |                   |                   |                   |                   |                   |                   |                   |                   |                   |                   |                   |
| Open d'Irlande du Nord                   | Tournoi non existant | Tournoi non existant | Tournoi non existant | Tournoi non existant | Tournoi non existant | Tournoi non existant     | Tournoi non existant     | Tournoi non existant     | Tournoi non existant     | Tournoi non existant     | Tournoi non existant     | Tournoi non existant     | Tournoi non existant     | Tournoi non existant     | Tournoi non existant     | Tournoi non existant     | Tournoi non existant     | A                    | A                    | DF                   | QF                   | 2T                   | 3T                   | QF                   | A                    |                   |                   |                   |                   |                   |                   |                   |                   |                   |                   |                   |                   |                   |                   |                   |                   |                   |                   |                   |                   |                   |                   |                   |                   |                   |                   |                   |                   |                   |
| Championnat international                | Tournoi non existant | Tournoi non existant | Tournoi non existant | Tournoi non existant | Tournoi non existant | Tournoi non existant     | Tournoi non existant     | Tournoi non existant     | Tournoi non existant     | Tournoi non existant     | Tournoi non existant     | Tournoi non existant     | Tournoi non existant     | 2T                       | QF                       | DQ                       | DF                       | V                    | V                    | QF                   | DF                   | Tournoi non tenu     | Tournoi non tenu     | Tournoi non tenu     | 3T                   |                   |                   |                   |                   |                   |                   |                   |                   |                   |                   |                   |                   |                   |                   |                   |                   |                   |                   |                   |                   |                   |                   |                   |                   |                   |                   |                   |                   |                   |
| Championnat du Royaume-Uni               | 3T                   | 2T                   | DQ                   | 2T                   | 1T                   | 2T                       | DQ                       | 2T                       | DF                       | 1T                       | QF                       | 2T                       | 2T                       | V                        | F                        | 2T                       | DF                       | V                    | 2T                   | 1T                   | 4T                   | QF                   | 2T                   | 1T                   | QF                   |                   |                   |                   |                   |                   |                   |                   |                   |                   |                   |                   |                   |                   |                   |                   |                   |                   |                   |                   |                   |                   |                   |                   |                   |                   |                   |                   |                   |                   |
| Shoot-Out                                | Tournoi non existant | Tournoi non existant | Tournoi non existant | Tournoi non existant | Tournoi non existant | Tournoi non existant     | Tournoi non existant     | Tournoi non existant     | Tournoi non existant     | Tournoi non existant     | Tournoi non existant     | Tournoi sur autre format | Tournoi sur autre format | Tournoi sur autre format | Tournoi sur autre format | Tournoi sur autre format | Tournoi sur autre format | A                    | A                    | A                    | 1T                   | F                    | 3T                   | 1T                   | A                    |                   |                   |                   |                   |                   |                   |                   |                   |                   |                   |                   |                   |                   |                   |                   |                   |                   |                   |                   |                   |                   |                   |                   |                   |                   |                   |                   |                   |                   |
| Open d'Écosse                            | 1T                   | DQ                   | 1T                   | F                    | 1T                   | Tournoi non tenu         | Tournoi non tenu         | Tournoi non tenu         | Tournoi non tenu         | Tournoi non tenu         | Tournoi non tenu         | Tournoi non tenu         | Tournoi non tenu         | CM                       | Tournoi non tenu         | Tournoi non tenu         | Tournoi non tenu         | A                    | A                    | A                    | V                    | V                    | 3T                   | QF                   | 2T                   |                   |                   |                   |                   |                   |                   |                   |                   |                   |                   |                   |                   |                   |                   |                   |                   |                   |                   |                   |                   |                   |                   |                   |                   |                   |                   |                   |                   |                   |
| Masters d'Allemagne                      | Tournoi non tenu     | Tournoi non tenu     | Tournoi non tenu     | Tournoi non tenu     | Tournoi non tenu     | Tournoi non tenu         | Tournoi non tenu         | Tournoi non tenu         | Tournoi non tenu         | Tournoi non tenu         | Tournoi non tenu         | F                        | QF                       | QF                       | 2T                       | V                        | 2T                       | 2T                   | 1T                   | 2T                   | DQ                   | DQ                   | 2T                   | DQ                   | DQ                   |                   |                   |                   |                   |                   |                   |                   |                   |                   |                   |                   |                   |                   |                   |                   |                   |                   |                   |                   |                   |                   |                   |                   |                   |                   |                   |                   |                   |                   |
| Open du pays de Galles                   | DQ                   | DQ                   | 1T                   | 1T                   | 2T                   | DQ                       | 3T                       | 3T                       | V                        | QF                       | QF                       | DF                       | F                        | 1T                       | QF                       | 4T                       | QF                       | 3T                   | 2T                   | 4T                   | QF                   | QF                   | 1T                   | 2T                   | 1T                   |                   |                   |                   |                   |                   |                   |                   |                   |                   |                   |                   |                   |                   |                   |                   |                   |                   |                   |                   |                   |                   |                   |                   |                   |                   |                   |                   |                   |                   |
| Open mondial                             | 3T                   | DQ                   | DQ                   | DQ                   | 1T                   | QF                       | 1T                       | 2T                       | RR                       | 2T                       | 1T                       | DQ                       | DF                       | QF                       | F                        | Non tenu                 | Non tenu                 | 2T                   | 1T                   | 3T                   | 2T                   | Tournoi non tenu     | Tournoi non tenu     | Tournoi non tenu     | 3T                   |                   |                   |                   |                   |                   |                   |                   |                   |                   |                   |                   |                   |                   |                   |                   |                   |                   |                   |                   |                   |                   |                   |                   |                   |                   |                   |                   |                   |                   |
| Grand Prix mondial                       | Tournoi non existant | Tournoi non existant | Tournoi non existant | Tournoi non existant | Tournoi non existant | Tournoi non existant     | Tournoi non existant     | Tournoi non existant     | Tournoi non existant     | Tournoi non existant     | Tournoi non existant     | Tournoi non existant     | Tournoi non existant     | Tournoi non existant     | Tournoi non existant     | NC                       | 1T                       | 1T                   | DF                   | QF                   | 1T                   | DF                   | DF                   | 1T                   | QF                   |                   |                   |                   |                   |                   |                   |                   |                   |                   |                   |                   |                   |                   |                   |                   |                   |                   |                   |                   |                   |                   |                   |                   |                   |                   |                   |                   |                   |                   |
| Championnat des joueurs                  | Tournoi non existant | Tournoi non existant | Tournoi non existant | Tournoi non existant | Tournoi non existant | Tournoi non existant     | Tournoi non existant     | Tournoi non existant     | Tournoi non existant     | Tournoi non existant     | Tournoi non existant     | DF                       | QF                       | 1T                       | 1T                       | 2T                       | F                        | QF                   | 1T                   | 1T                   | QF                   | QF                   | NQ                   | 1T                   | DF                   |                   |                   |                   |                   |                   |                   |                   |                   |                   |                   |                   |                   |                   |                   |                   |                   |                   |                   |                   |                   |                   |                   |                   |                   |                   |                   |                   |                   |                   |
| Championnat du circuit                   | Tournoi non existant | Tournoi non existant | Tournoi non existant | Tournoi non existant | Tournoi non existant | Tournoi non existant     | Tournoi non existant     | Tournoi non existant     | Tournoi non existant     | Tournoi non existant     | Tournoi non existant     | Tournoi non existant     | Tournoi non existant     | Tournoi non existant     | Tournoi non existant     | Tournoi non existant     | Tournoi non existant     | Tournoi non existant | Tournoi non existant | QF                   | DF                   | DF                   | NQ                   | DF                   | 1T                   |                   |                   |                   |                   |                   |                   |                   |                   |                   |                   |                   |                   |                   |                   |                   |                   |                   |                   |                   |                   |                   |                   |                   |                   |                   |                   |                   |                   |                   |
| Championnat du monde                     | DQ                   | DQ                   | DQ                   | DQ                   | DQ                   | 1T                       | 2T                       | F                        | 1T                       | QF                       | DF                       | QF                       | 1T                       | 2T                       | V                        | 2T                       | V                        | V                    | 1T                   | 2T                   | DF                   | V                    | 2T                   | F                    | 1T                   |                   |                   |                   |                   |                   |                   |                   |                   |                   |                   |                   |                   |                   |                   |                   |                   |                   |                   |                   |                   |                   |                   |                   |                   |                   |                   |                   |                   |                   |
| Tournois non classés                     |                      |                      |                      |                      |                      |                          |                          |                          |                          |                          |                          |                          |                          |                          |                          |                          |                          |                      |                      |                      |                      |                      |                      |                      |                      |                   |                   |                   |                   |                   |                   |                   |                   |                   |                   |                   |                   |                   |                   |                   |                   |                   |                   |                   |                   |                   |                   |                   |                   |                   |                   |                   |                   |                   |
| Masters de Shanghai                      | Tournoi non existant | Tournoi non existant | Tournoi non existant | Tournoi non existant | Tournoi non existant | Tournoi non existant     | Tournoi non existant     | Tournoi non existant     | Tournoi classé           | Tournoi classé           | Tournoi classé           | Tournoi classé           | Tournoi classé           | Tournoi classé           | Tournoi classé           | Tournoi classé           | Tournoi classé           | Tournoi classé       | Tournoi classé       | QF                   | 2T                   | Tournoi non tenu     | Tournoi non tenu     | Tournoi non tenu     | DF                   |                   |                   |                   |                   |                   |                   |                   |                   |                   |                   |                   |                   |                   |                   |                   |                   |                   |                   |                   |                   |                   |                   |                   |                   |                   |                   |                   |                   |                   |
| Champion des champions                   | Tournoi non existant | Tournoi non existant | Tournoi non existant | Tournoi non existant | Tournoi non existant | Tournoi non existant     | Tournoi non existant     | Tournoi non existant     | Tournoi non existant     | Tournoi non existant     | Tournoi non existant     | Tournoi non existant     | Tournoi non existant     | Tournoi non existant     | DF                       | QF                       | 1T                       | QF                   | QF                   | 1T                   | QF                   | DF                   | QF                   | DF                   | 1T                   |                   |                   |                   |                   |                   |                   |                   |                   |                   |                   |                   |                   |                   |                   |                   |                   |                   |                   |                   |                   |                   |                   |                   |                   |                   |                   |                   |                   |                   |
| Masters                                  | DQ                   | DQ                   | DQ                   | DQ                   | DQ                   | A                        | DQ                       | DQ                       | V                        | F                        | V                        | 1T                       | QF                       | V                        | F                        | 1T                       | QF                       | QF                   | 1T                   | QF                   | 1T                   | 1T                   | QF                   | 1T                   | QF                   |                   |                   |                   |                   |                   |                   |                   |                   |                   |                   |                   |                   |                   |                   |                   |                   |                   |                   |                   |                   |                   |                   |                   |                   |                   |                   |                   |                   |                   |
| Masters mondiaux                         | Tournoi non existant | Tournoi non existant | Tournoi non existant | Tournoi non existant | Tournoi non existant | Tournoi non existant     | Tournoi non existant     | Tournoi non existant     | Tournoi non existant     | Tournoi non existant     | Tournoi non existant     | Tournoi non existant     | Tournoi non existant     | Tournoi non existant     | Tournoi non existant     | Tournoi non existant     | Tournoi non existant     | Tournoi non existant | Tournoi non existant | Tournoi non existant | Tournoi non existant | Tournoi non existant | Tournoi non existant | Tournoi non existant | QF                   |                   |                   |                   |                   |                   |                   |                   |                   |                   |                   |                   |                   |                   |                   |                   |                   |                   |                   |                   |                   |                   |                   |                   |                   |                   |                   |                   |                   |                   |
| Championnat de la ligue                  | Tournoi non existant | Tournoi non existant | Tournoi non existant | Tournoi non existant | Tournoi non existant | Tournoi non existant     | Tournoi non existant     | Tournoi non existant     | F                        | F                        | RR                       | 2T                       | RR                       | RR                       | RR                       | A                        | 2T                       | RR                   | DF                   | 2T                   | F                    | RR                   | F                    | F                    | V                    |                   |                   |                   |                   |                   |                   |                   |                   |                   |                   |                   |                   |                   |                   |                   |                   |                   |                   |                   |                   |                   |                   |                   |                   |                   |                   |                   |                   |                   |
| Tournois alternatifs                     |                      |                      |                      |                      |                      |                          |                          |                          |                          |                          |                          |                          |                          |                          |                          |                          |                          |                      |                      |                      |                      |                      |                      |                      |                      |                   |                   |                   |                   |                   |                   |                   |                   |                   |                   |                   |                   |                   |                   |                   |                   |                   |                   |                   |                   |                   |                   |                   |                   |                   |                   |                   |                   |                   |
| Championnat du monde à six billes rouges | Tournoi non existant | Tournoi non existant | Tournoi non existant | Tournoi non existant | Tournoi non existant | Tournoi non existant     | Tournoi non existant     | Tournoi non existant     | Tournoi non existant     | 1T                       | A                        | V                        | NT                       | QF                       | DF                       | F                        | QF                       | 1T                   | A                    | 1T                   | 2T                   | Non tenu             | Non tenu             | F                    | Non tenu             | Non tenu          |                   |                   |                   |                   |                   |                   |                   |                   |                   |                   |                   |                   |                   |                   |                   |                   |                   |                   |                   |                   |                   |                   |                   |                   |                   |                   |                   |                   |
| Anciens tournois classés                 |                      |                      |                      |                      |                      |                          |                          |                          |                          |                          |                          |                          |                          |                          |                          |                          |                          |                      |                      |                      |                      |                      |                      |                      |                      |                   |                   |                   |                   |                   |                   |                   |                   |                   |                   |                   |                   |                   |                   |                   |                   |                   |                   |                   |                   |                   |                   |                   |                   |                   |                   |                   |                   |                   |
| Grand Prix de Malte                      | DQ                   | NC                   | Tournoi abandonné    | Tournoi abandonné    | Tournoi abandonné    | Tournoi abandonné        | Tournoi abandonné        | Tournoi abandonné        | Tournoi abandonné        | Tournoi abandonné        | Tournoi abandonné        | Tournoi abandonné        | Tournoi abandonné        | Tournoi abandonné        | Tournoi abandonné        | Tournoi abandonné        | Tournoi abandonné        | Tournoi abandonné    | Tournoi abandonné    | Tournoi abandonné    | Tournoi abandonné    | Tournoi abandonné    | Tournoi abandonné    | Tournoi abandonné    | Tournoi abandonné    | Tournoi abandonné | Tournoi abandonné | Tournoi abandonné | Tournoi abandonné | Tournoi abandonné | Tournoi abandonné | Tournoi abandonné |                   |                   |                   |                   |                   |                   |                   |                   |                   |                   |                   |                   |                   |                   |                   |                   |                   |                   |                   |                   |                   |                   |
| Masters de Thaïlande                     | DQ                   | DQ                   | DQ                   | NC                   | Tournoi non tenu     | Tournoi non tenu         | Tournoi non tenu         | NC                       | Tournoi abandonné        | Tournoi abandonné        | Tournoi abandonné        | Tournoi abandonné        | Tournoi abandonné        | Tournoi abandonné        | Tournoi abandonné        | Tournoi abandonné        | Tournoi abandonné        | Tournoi abandonné    | Tournoi abandonné    | Tournoi abandonné    | Tournoi abandonné    | Tournoi abandonné    | Tournoi abandonné    | Tournoi abandonné    | Tournoi abandonné    | Tournoi abandonné | Tournoi abandonné | Tournoi abandonné | Tournoi abandonné | Tournoi abandonné | Tournoi abandonné | Tournoi abandonné | Tournoi abandonné | Tournoi abandonné | Tournoi abandonné | Tournoi abandonné | Tournoi abandonné | Tournoi abandonné |                   |                   |                   |                   |                   |                   |                   |                   |                   |                   |                   |                   |                   |                   |                   |                   |
| Masters d'Irlande                        | Tournoi non classé   | Tournoi non classé   | Tournoi non classé   | 1T                   | 1T                   | 1T                       | NT                       | NC                       | Tournoi abandonné        | Tournoi abandonné        | Tournoi abandonné        | Tournoi abandonné        | Tournoi abandonné        | Tournoi abandonné        | Tournoi abandonné        | Tournoi abandonné        | Tournoi abandonné        | Tournoi abandonné    | Tournoi abandonné    | Tournoi abandonné    | Tournoi abandonné    | Tournoi abandonné    | Tournoi abandonné    | Tournoi abandonné    | Tournoi abandonné    | Tournoi abandonné | Tournoi abandonné | Tournoi abandonné | Tournoi abandonné | Tournoi abandonné | Tournoi abandonné | Tournoi abandonné | Tournoi abandonné | Tournoi abandonné | Tournoi abandonné | Tournoi abandonné | Tournoi abandonné | Tournoi abandonné |                   |                   |                   |                   |                   |                   |                   |                   |                   |                   |                   |                   |                   |                   |                   |                   |
| Coupe de Malte/Open d'Europe             | Non tenu             | Non tenu             | DQ                   | DQ                   | DQ                   | DQ                       | DQ                       | DQ                       | NC                       | Tournoi abandonné        | Tournoi abandonné        | Tournoi abandonné        | Tournoi abandonné        | Tournoi abandonné        | Tournoi abandonné        | Tournoi abandonné        | Tournoi abandonné        | Tournoi abandonné    | Tournoi abandonné    | Tournoi abandonné    | Tournoi abandonné    | Tournoi abandonné    | Tournoi abandonné    | Tournoi abandonné    | Tournoi abandonné    | Tournoi abandonné | Tournoi abandonné | Tournoi abandonné | Tournoi abandonné | Tournoi abandonné | Tournoi abandonné | Tournoi abandonné | Tournoi abandonné | Tournoi abandonné | Tournoi abandonné | Tournoi abandonné | Tournoi abandonné | Tournoi abandonné | Tournoi abandonné |                   |                   |                   |                   |                   |                   |                   |                   |                   |                   |                   |                   |                   |                   |                   |
| Trophée d'Irlande du Nord                | Tournoi non existant | Tournoi non existant | Tournoi non existant | Tournoi non existant | Tournoi non existant | Tournoi non existant     | NC                       | 3T                       | 2T                       | 3T                       | Tournoi abandonné        | Tournoi abandonné        | Tournoi abandonné        | Tournoi abandonné        | Tournoi abandonné        | Tournoi abandonné        | Tournoi abandonné        | Tournoi abandonné    | Tournoi abandonné    | Tournoi abandonné    | Tournoi abandonné    | Tournoi abandonné    | Tournoi abandonné    | Tournoi abandonné    | Tournoi abandonné    | Tournoi abandonné | Tournoi abandonné | Tournoi abandonné | Tournoi abandonné | Tournoi abandonné | Tournoi abandonné | Tournoi abandonné | Tournoi abandonné | Tournoi abandonné | Tournoi abandonné | Tournoi abandonné | Tournoi abandonné | Tournoi abandonné | Tournoi abandonné | Tournoi abandonné |                   |                   |                   |                   |                   |                   |                   |                   |                   |                   |                   |                   |                   |                   |
| Classique de Wuxi                        | Tournoi non existant | Tournoi non existant | Tournoi non existant | Tournoi non existant | Tournoi non existant | Tournoi non existant     | Tournoi non existant     | Tournoi non existant     | Tournoi non existant     | Tournoi non classé       | Tournoi non classé       | Tournoi non classé       | Tournoi non classé       | QF                       | DQ                       | 2T                       | Tournoi abandonné        | Tournoi abandonné    | Tournoi abandonné    | Tournoi abandonné    | Tournoi abandonné    | Tournoi abandonné    | Tournoi abandonné    | Tournoi abandonné    | Tournoi abandonné    | Tournoi abandonné | Tournoi abandonné | Tournoi abandonné | Tournoi abandonné | Tournoi abandonné | Tournoi abandonné | Tournoi abandonné | Tournoi abandonné | Tournoi abandonné | Tournoi abandonné | Tournoi abandonné | Tournoi abandonné | Tournoi abandonné | Tournoi abandonné | Tournoi abandonné | Tournoi abandonné | Tournoi abandonné | Tournoi abandonné | Tournoi abandonné | Tournoi abandonné | Tournoi abandonné |                   |                   |                   |                   |                   |                   |                   |                   |
| Open d'Australie                         | Tournoi non existant | Tournoi non existant | Tournoi non existant | Tournoi non existant | Tournoi non existant | Tournoi non existant     | Tournoi non existant     | Tournoi non existant     | Tournoi non existant     | Tournoi non existant     | Tournoi non existant     | Tournoi non existant     | QF                       | 1T                       | DF                       | A                        | 2T                       | Tournoi abandonné    | Tournoi abandonné    | Tournoi abandonné    | Tournoi abandonné    | Tournoi abandonné    | Tournoi abandonné    | Tournoi abandonné    | Tournoi abandonné    | Tournoi abandonné | Tournoi abandonné | Tournoi abandonné | Tournoi abandonné | Tournoi abandonné | Tournoi abandonné | Tournoi abandonné | Tournoi abandonné | Tournoi abandonné | Tournoi abandonné | Tournoi abandonné | Tournoi abandonné | Tournoi abandonné | Tournoi abandonné | Tournoi abandonné | Tournoi abandonné | Tournoi abandonné | Tournoi abandonné | Tournoi abandonné | Tournoi abandonné | Tournoi abandonné | Tournoi abandonné |                   |                   |                   |                   |                   |                   |                   |
| Open d'Inde                              | Tournoi non existant | Tournoi non existant | Tournoi non existant | Tournoi non existant | Tournoi non existant | Tournoi non existant     | Tournoi non existant     | Tournoi non existant     | Tournoi non existant     | Tournoi non existant     | Tournoi non existant     | Tournoi non existant     | Tournoi non existant     | Tournoi non existant     | 2T                       | A                        | NT                       | A                    | A                    | A                    | Tournoi abandonné    | Tournoi abandonné    | Tournoi abandonné    | Tournoi abandonné    | Tournoi abandonné    | Tournoi abandonné | Tournoi abandonné | Tournoi abandonné | Tournoi abandonné | Tournoi abandonné | Tournoi abandonné | Tournoi abandonné | Tournoi abandonné | Tournoi abandonné | Tournoi abandonné | Tournoi abandonné | Tournoi abandonné | Tournoi abandonné | Tournoi abandonné | Tournoi abandonné | Tournoi abandonné | Tournoi abandonné | Tournoi abandonné | Tournoi abandonné | Tournoi abandonné | Tournoi abandonné | Tournoi abandonné | Tournoi abandonné | Tournoi abandonné | Tournoi abandonné |                   |                   |                   |                   |
| Classique Paul Hunter                    | Tournoi non existant | Tournoi non existant | Tournoi non existant | Tournoi non existant | Tournoi non existant | Tournoi pro-am           | Tournoi pro-am           | Tournoi pro-am           | Tournoi pro-am           | Tournoi pro-am           | Tournoi pro-am           | Tournoi classé mineur    | Tournoi classé mineur    | Tournoi classé mineur    | Tournoi classé mineur    | Tournoi classé mineur    | Tournoi classé mineur    | V                    | 4T                   | A                    | NC                   | Tournoi abandonné    | Tournoi abandonné    | Tournoi abandonné    | Tournoi abandonné    | Tournoi abandonné | Tournoi abandonné | Tournoi abandonné | Tournoi abandonné | Tournoi abandonné | Tournoi abandonné | Tournoi abandonné | Tournoi abandonné | Tournoi abandonné | Tournoi abandonné | Tournoi abandonné | Tournoi abandonné | Tournoi abandonné | Tournoi abandonné | Tournoi abandonné | Tournoi abandonné | Tournoi abandonné | Tournoi abandonné | Tournoi abandonné | Tournoi abandonné | Tournoi abandonné | Tournoi abandonné | Tournoi abandonné | Tournoi abandonné | Tournoi abandonné | Tournoi abandonné |                   |                   |                   |
| Masters de Shanghai                      | Tournoi non existant | Tournoi non existant | Tournoi non existant | Tournoi non existant | Tournoi non existant | Tournoi non existant     | Tournoi non existant     | Tournoi non existant     | DF                       | DF                       | 1T                       | DF                       | V                        | 1T                       | QF                       | DF                       | F                        | F                    | 3T                   | Non classé           | Non classé           | Non tenu             | Non tenu             | Non tenu             | Non classé           | Non classé        | Non classé        | Non classé        | Non classé        | Non classé        | Non classé        | Non classé        | Non classé        | Non classé        | Non classé        | Non classé        | Non classé        | Non classé        | Non classé        | Non classé        | Non classé        | Non classé        | Non classé        | Non classé        | Non classé        | Non classé        | Non classé        | Non classé        | Non classé        | Non classé        | Non classé        | Non classé        | Non classé        | Non classé        |
| Open de Chine                            | DQ                   | DQ                   | DF                   | NT                   | NT                   | DQ                       | 1T                       | 2T                       | DF                       | 2T                       | 2T                       | F                        | F                        | F                        | QF                       | V                        | F                        | V                    | V                    | DQ                   | Tournoi abandonné    | Tournoi abandonné    | Tournoi abandonné    | Tournoi abandonné    | Tournoi abandonné    | Tournoi abandonné | Tournoi abandonné | Tournoi abandonné | Tournoi abandonné | Tournoi abandonné | Tournoi abandonné | Tournoi abandonné | Tournoi abandonné | Tournoi abandonné | Tournoi abandonné | Tournoi abandonné | Tournoi abandonné | Tournoi abandonné | Tournoi abandonné | Tournoi abandonné | Tournoi abandonné | Tournoi abandonné | Tournoi abandonné | Tournoi abandonné | Tournoi abandonné | Tournoi abandonné | Tournoi abandonné | Tournoi abandonné | Tournoi abandonné | Tournoi abandonné |                   |                   |                   |                   |
| Masters de Riga                          | Tournoi non existant | Tournoi non existant | Tournoi non existant | Tournoi non existant | Tournoi non existant | Tournoi non existant     | Tournoi non existant     | Tournoi non existant     | Tournoi non existant     | Tournoi non existant     | Tournoi non existant     | Tournoi non existant     | Tournoi non existant     | Tournoi non existant     | Tournoi non existant     | Classé mineur            | Classé mineur            | 1T                   | F                    | A                    | 3T                   | Tournoi abandonné    | Tournoi abandonné    | Tournoi abandonné    | Tournoi abandonné    | Tournoi abandonné | Tournoi abandonné | Tournoi abandonné | Tournoi abandonné | Tournoi abandonné | Tournoi abandonné | Tournoi abandonné | Tournoi abandonné | Tournoi abandonné | Tournoi abandonné | Tournoi abandonné | Tournoi abandonné | Tournoi abandonné | Tournoi abandonné | Tournoi abandonné | Tournoi abandonné | Tournoi abandonné | Tournoi abandonné | Tournoi abandonné | Tournoi abandonné | Tournoi abandonné | Tournoi abandonné | Tournoi abandonné | Tournoi abandonné | Tournoi abandonné | Tournoi abandonné |                   |                   |                   |
| Championnat de Chine                     | Tournoi existant     | Tournoi existant     | Tournoi existant     | Tournoi existant     | Tournoi existant     | Tournoi existant         | Tournoi existant         | Tournoi existant         | Tournoi existant         | Tournoi existant         | Tournoi existant         | Tournoi existant         | Tournoi existant         | Tournoi existant         | Tournoi existant         | Tournoi existant         | Tournoi existant         | NC                   | 2T                   | V                    | DF                   | Tournoi abandonné    | Tournoi abandonné    | Tournoi abandonné    | Tournoi abandonné    | Tournoi abandonné | Tournoi abandonné | Tournoi abandonné | Tournoi abandonné | Tournoi abandonné | Tournoi abandonné | Tournoi abandonné | Tournoi abandonné | Tournoi abandonné | Tournoi abandonné | Tournoi abandonné | Tournoi abandonné | Tournoi abandonné | Tournoi abandonné | Tournoi abandonné | Tournoi abandonné | Tournoi abandonné | Tournoi abandonné | Tournoi abandonné | Tournoi abandonné | Tournoi abandonné | Tournoi abandonné | Tournoi abandonné | Tournoi abandonné | Tournoi abandonné | Tournoi abandonné |                   |                   |                   |
| Séries professionnelles                  | Tournoi non existant | Tournoi non existant | Tournoi non existant | Tournoi non existant | Tournoi non existant | Tournoi non existant     | Tournoi non existant     | Tournoi non existant     | Tournoi non existant     | Tournoi non existant     | Tournoi non existant     | Tournoi non existant     | Tournoi non existant     | Tournoi non existant     | Tournoi non existant     | Tournoi non existant     | Tournoi non existant     | Tournoi non existant | Tournoi non existant | Tournoi non existant | Tournoi non existant | 2T                   | Tournoi non tenu     | Tournoi non tenu     | Tournoi non tenu     | Tournoi non tenu  | Tournoi non tenu  | Tournoi non tenu  | Tournoi non tenu  | Tournoi non tenu  | Tournoi non tenu  | Tournoi non tenu  | Tournoi non tenu  | Tournoi non tenu  | Tournoi non tenu  | Tournoi non tenu  | Tournoi non tenu  | Tournoi non tenu  | Tournoi non tenu  | Tournoi non tenu  | Tournoi non tenu  | Tournoi non tenu  | Tournoi non tenu  | Tournoi non tenu  | Tournoi non tenu  | Tournoi non tenu  | Tournoi non tenu  | Tournoi non tenu  | Tournoi non tenu  | Tournoi non tenu  | Tournoi non tenu  | Tournoi non tenu  |                   |                   |
| Open de Gibraltar                        | Tournoi non existant | Tournoi non existant | Tournoi non existant | Tournoi non existant | Tournoi non existant | Tournoi non existant     | Tournoi non existant     | Tournoi non existant     | Tournoi non existant     | Tournoi non existant     | Tournoi non existant     | Tournoi non existant     | Tournoi non existant     | Tournoi non existant     | Tournoi non existant     | Tournoi non existant     | CM                       | 3T                   | A                    | A                    | 3T                   | 3T                   | A                    | Tournoi non tenu     | Tournoi non tenu     | Tournoi non tenu  | Tournoi non tenu  | Tournoi non tenu  | Tournoi non tenu  | Tournoi non tenu  | Tournoi non tenu  | Tournoi non tenu  | Tournoi non tenu  | Tournoi non tenu  | Tournoi non tenu  | Tournoi non tenu  | Tournoi non tenu  | Tournoi non tenu  | Tournoi non tenu  | Tournoi non tenu  | Tournoi non tenu  | Tournoi non tenu  | Tournoi non tenu  | Tournoi non tenu  | Tournoi non tenu  | Tournoi non tenu  | Tournoi non tenu  | Tournoi non tenu  | Tournoi non tenu  | Tournoi non tenu  | Tournoi non tenu  | Tournoi non tenu  | Tournoi non tenu  |                   |
| Classique de snooker                     | Tournoi abandonné    | Tournoi abandonné    | Tournoi abandonné    | Tournoi abandonné    | Tournoi abandonné    | Tournoi abandonné        | Tournoi abandonné        | Tournoi abandonné        | Tournoi abandonné        | Tournoi abandonné        | Tournoi abandonné        | Tournoi abandonné        | Tournoi abandonné        | Tournoi abandonné        | Tournoi abandonné        | Tournoi abandonné        | Tournoi abandonné        | Tournoi abandonné    | Tournoi abandonné    | Tournoi abandonné    | Tournoi abandonné    | Tournoi abandonné    | Tournoi abandonné    | V                    | Tournoi non tenu     | Tournoi non tenu  | Tournoi non tenu  | Tournoi non tenu  | Tournoi non tenu  | Tournoi non tenu  | Tournoi non tenu  | Tournoi non tenu  |                   |                   |                   |                   |                   |                   |                   |                   |                   |                   |                   |                   |                   |                   |                   |                   |                   |                   |                   |                   |                   |                   |
| Masters d'Europe                         | Tournoi non existant | Tournoi non existant | Tournoi non existant | Tournoi non existant | Tournoi non existant | Tournoi non existant     | Tournoi non existant     | Tournoi non existant     | Tournoi non existant     | Tournoi non existant     | Tournoi non existant     | Tournoi non existant     | Tournoi non existant     | Tournoi non existant     | Tournoi non existant     | Tournoi non existant     | Tournoi non existant     | DF                   | QF                   | 3T                   | 2T                   | V                    | 1T                   | DQ                   | DF                   | NT                |                   |                   |                   |                   |                   |                   |                   |                   |                   |                   |                   |                   |                   |                   |                   |                   |                   |                   |                   |                   |                   |                   |                   |                   |                   |                   |                   |                   |
| Anciens tournois non classés             |                      |                      |                      |                      |                      |                          |                          |                          |                          |                          |                          |                          |                          |                          |                          |                          |                          |                      |                      |                      |                      |                      |                      |                      |                      |                   |                   |                   |                   |                   |                   |                   |                   |                   |                   |                   |                   |                   |                   |                   |                   |                   |                   |                   |                   |                   |                   |                   |                   |                   |                   |                   |                   |                   |
| Classique de Wuxi                        | Tournoi non existant | Tournoi non existant | Tournoi non existant | Tournoi non existant | Tournoi non existant | Tournoi non existant     | Tournoi non existant     | Tournoi non existant     | Tournoi non existant     | F                        | RR                       | 1T                       | V                        | Tournoi classé           | Tournoi classé           | Tournoi classé           | Tournoi abandonné        | Tournoi abandonné    | Tournoi abandonné    | Tournoi abandonné    | Tournoi abandonné    | Tournoi abandonné    | Tournoi abandonné    | Tournoi abandonné    | Tournoi abandonné    | Tournoi abandonné | Tournoi abandonné | Tournoi abandonné | Tournoi abandonné | Tournoi abandonné | Tournoi abandonné | Tournoi abandonné | Tournoi abandonné | Tournoi abandonné | Tournoi abandonné | Tournoi abandonné | Tournoi abandonné | Tournoi abandonné | Tournoi abandonné | Tournoi abandonné | Tournoi abandonné | Tournoi abandonné | Tournoi abandonné | Tournoi abandonné | Tournoi abandonné | Tournoi abandonné |                   |                   |                   |                   |                   |                   |                   |                   |
| Masters du Brésil                        | Tournoi non existant | Tournoi non existant | Tournoi non existant | Tournoi non existant | Tournoi non existant | Tournoi non existant     | Tournoi non existant     | Tournoi non existant     | Tournoi non existant     | Tournoi non existant     | Tournoi non existant     | Tournoi non existant     | QF                       | Tournoi abandonné        | Tournoi abandonné        | Tournoi abandonné        | Tournoi abandonné        | Tournoi abandonné    | Tournoi abandonné    | Tournoi abandonné    | Tournoi abandonné    | Tournoi abandonné    | Tournoi abandonné    | Tournoi abandonné    | Tournoi abandonné    | Tournoi abandonné | Tournoi abandonné | Tournoi abandonné | Tournoi abandonné | Tournoi abandonné | Tournoi abandonné | Tournoi abandonné | Tournoi abandonné | Tournoi abandonné | Tournoi abandonné | Tournoi abandonné | Tournoi abandonné | Tournoi abandonné | Tournoi abandonné | Tournoi abandonné | Tournoi abandonné | Tournoi abandonné | Tournoi abandonné |                   |                   |                   |                   |                   |                   |                   |                   |                   |                   |                   |
| Première ligue                           | A                    | A                    | A                    | A                    | A                    | A                        | A                        | A                        | A                        | F                        | A                        | RR                       | AF                       | Tournoi abandonné        | Tournoi abandonné        | Tournoi abandonné        | Tournoi abandonné        | Tournoi abandonné    | Tournoi abandonné    | Tournoi abandonné    | Tournoi abandonné    | Tournoi abandonné    | Tournoi abandonné    | Tournoi abandonné    | Tournoi abandonné    | Tournoi abandonné | Tournoi abandonné | Tournoi abandonné | Tournoi abandonné | Tournoi abandonné | Tournoi abandonné | Tournoi abandonné | Tournoi abandonné | Tournoi abandonné | Tournoi abandonné | Tournoi abandonné | Tournoi abandonné | Tournoi abandonné | Tournoi abandonné | Tournoi abandonné | Tournoi abandonné | Tournoi abandonné | Tournoi abandonné |                   |                   |                   |                   |                   |                   |                   |                   |                   |                   |                   |
| Grand Prix mondial                       | Tournoi non existant | Tournoi non existant | Tournoi non existant | Tournoi non existant | Tournoi non existant | Tournoi non existant     | Tournoi non existant     | Tournoi non existant     | Tournoi non existant     | Tournoi non existant     | Tournoi non existant     | Tournoi non existant     | Tournoi non existant     | Tournoi non existant     | Tournoi non existant     | 2T                       | Tournoi classé           | Tournoi classé       | Tournoi classé       | Tournoi classé       | Tournoi classé       | Tournoi classé       | Tournoi classé       | Tournoi classé       | Tournoi classé       | Tournoi classé    | Tournoi classé    | Tournoi classé    | Tournoi classé    | Tournoi classé    | Tournoi classé    | Tournoi classé    | Tournoi classé    | Tournoi classé    | Tournoi classé    | Tournoi classé    | Tournoi classé    | Tournoi classé    | Tournoi classé    | Tournoi classé    | Tournoi classé    | Tournoi classé    | Tournoi classé    | Tournoi classé    | Tournoi classé    | Tournoi classé    |                   |                   |                   |                   |                   |                   |                   |                   |
| Championnat de Chine                     | Tournoi non existant | Tournoi non existant | Tournoi non existant | Tournoi non existant | Tournoi non existant | Tournoi non existant     | Tournoi non existant     | Tournoi non existant     | Tournoi non existant     | Tournoi non existant     | Tournoi non existant     | Tournoi non existant     | Tournoi non existant     | Tournoi non existant     | Tournoi non existant     | Tournoi non existant     | Tournoi non existant     | QF                   | Tournoi classé       | Tournoi classé       | Tournoi classé       | Tournoi classé       | Tournoi classé       | Tournoi classé       | Tournoi classé       | Tournoi classé    | Tournoi classé    | Tournoi classé    | Tournoi classé    | Tournoi classé    | Tournoi classé    | Tournoi classé    | Tournoi classé    | Tournoi classé    | Tournoi classé    | Tournoi classé    | Tournoi classé    | Tournoi classé    | Tournoi classé    | Tournoi classé    | Tournoi classé    | Tournoi classé    | Tournoi classé    | Tournoi classé    | Tournoi classé    | Tournoi classé    | Tournoi classé    | Tournoi classé    |                   |                   |                   |                   |                   |                   |
| Shoot-Out                                | Tournoi non existant | Tournoi non existant | Tournoi non existant | Tournoi non existant | Tournoi non existant | Tournoi non existant     | Tournoi non existant     | Tournoi non existant     | Tournoi non existant     | Tournoi non existant     | Tournoi non existant     | 3T                       | 2T                       | 2T                       | 1T                       | 1T                       | A                        | Tournoi classé       | Tournoi classé       | Tournoi classé       | Tournoi classé       | Tournoi classé       |                      |                      |                      |                   |                   |                   |                   |                   |                   |                   |                   |                   |                   |                   |                   |                   |                   |                   |                   |                   |                   |                   |                   |                   |                   |                   |                   |                   |                   |                   |                   |                   |
| Masters de Hong Kong                     | Tournoi non existant | Tournoi non existant | Tournoi non existant | Tournoi non existant | Tournoi non existant | Tournoi non existant     | Tournoi non existant     | Tournoi non existant     | Tournoi non existant     | Tournoi non existant     | Tournoi non existant     | Tournoi non existant     | Tournoi non existant     | Tournoi non existant     | Tournoi non existant     | Tournoi non existant     | Tournoi non existant     | Tournoi non existant | QF                   | Tournoi abandonné    | Tournoi abandonné    | Tournoi abandonné    | Tournoi abandonné    | QF                   | Tournoi abandonné    | Tournoi abandonné | Tournoi abandonné | Tournoi abandonné | Tournoi abandonné | Tournoi abandonné | Tournoi abandonné | Tournoi abandonné | Tournoi abandonné | Tournoi abandonné | Tournoi abandonné | Tournoi abandonné | Tournoi abandonné | Tournoi abandonné | Tournoi abandonné | Tournoi abandonné | Tournoi abandonné | Tournoi abandonné | Tournoi abandonné | Tournoi abandonné | Tournoi abandonné | Tournoi abandonné | Tournoi abandonné | Tournoi abandonné | Tournoi abandonné | Tournoi abandonné | Tournoi abandonné | Tournoi abandonné | Tournoi abandonné | Tournoi abandonné |
| Masters de Roumanie                      | Tournoi non existant | Tournoi non existant | Tournoi non existant | Tournoi non existant | Tournoi non existant | Tournoi non existant     | Tournoi non existant     | Tournoi non existant     | Tournoi non existant     | Tournoi non existant     | Tournoi non existant     | Tournoi non existant     | Tournoi non existant     | Tournoi non existant     | Tournoi non existant     | Tournoi non existant     | Tournoi non existant     | Tournoi non existant | 1T                   | Tournoi abandonné    | Tournoi abandonné    | Tournoi abandonné    | Tournoi abandonné    | Tournoi abandonné    | Tournoi abandonné    | Tournoi abandonné | Tournoi abandonné | Tournoi abandonné | Tournoi abandonné | Tournoi abandonné | Tournoi abandonné | Tournoi abandonné | Tournoi abandonné | Tournoi abandonné | Tournoi abandonné | Tournoi abandonné | Tournoi abandonné | Tournoi abandonné | Tournoi abandonné | Tournoi abandonné | Tournoi abandonné | Tournoi abandonné | Tournoi abandonné | Tournoi abandonné | Tournoi abandonné | Tournoi abandonné | Tournoi abandonné | Tournoi abandonné | Tournoi abandonné |                   |                   |                   |                   |                   |
| Classique Paul Hunter                    | Tournoi non existant | Tournoi non existant | Tournoi non existant | Tournoi non existant | Tournoi non existant | Tournoi sur autre format | Tournoi sur autre format | Tournoi sur autre format | Tournoi sur autre format | Tournoi sur autre format | Tournoi sur autre format | Tournoi classé mineur    | Tournoi classé mineur    | Tournoi classé mineur    | Tournoi classé mineur    | Tournoi classé mineur    | Tournoi classé mineur    | Tournoi classé       | Tournoi classé       | Tournoi classé       | A                    | Tournoi abandonné    | Tournoi abandonné    | Tournoi abandonné    | Tournoi abandonné    | Tournoi abandonné | Tournoi abandonné | Tournoi abandonné | Tournoi abandonné | Tournoi abandonné | Tournoi abandonné | Tournoi abandonné | Tournoi abandonné | Tournoi abandonné | Tournoi abandonné | Tournoi abandonné | Tournoi abandonné | Tournoi abandonné | Tournoi abandonné | Tournoi abandonné | Tournoi abandonné | Tournoi abandonné | Tournoi abandonné | Tournoi abandonné | Tournoi abandonné | Tournoi abandonné | Tournoi abandonné | Tournoi abandonné | Tournoi abandonné | Tournoi abandonné | Tournoi abandonné |                   |                   |                   |
| Open de Haining                          | Tournoi non existant | Tournoi non existant | Tournoi non existant | Tournoi non existant | Tournoi non existant | Tournoi non existant     | Tournoi non existant     | Tournoi non existant     | Tournoi non existant     | Tournoi non existant     | Tournoi non existant     | Tournoi non existant     | Tournoi non existant     | Tournoi non existant     | Tournoi non existant     | CM                       | CM                       | A                    | V                    | V                    | DF                   | Tournoi abandonné    | Tournoi abandonné    | Tournoi abandonné    | Tournoi abandonné    | Tournoi abandonné | Tournoi abandonné | Tournoi abandonné | Tournoi abandonné | Tournoi abandonné | Tournoi abandonné | Tournoi abandonné | Tournoi abandonné | Tournoi abandonné | Tournoi abandonné | Tournoi abandonné | Tournoi abandonné | Tournoi abandonné | Tournoi abandonné | Tournoi abandonné | Tournoi abandonné | Tournoi abandonné | Tournoi abandonné | Tournoi abandonné | Tournoi abandonné | Tournoi abandonné | Tournoi abandonné | Tournoi abandonné | Tournoi abandonné | Tournoi abandonné | Tournoi abandonné |                   |                   |                   |

| Légendes des performances | Légendes des performances | Légendes des performances | Légendes des performances                                              | Légendes des performances | Légendes des performances  |
| ------------------------- | ------------------------- | ------------------------- | ---------------------------------------------------------------------- | ------------------------- | -------------------------- |
| DQ                        | Défaite en qualifications | XT                        | Défaite au tour X WC = tour d'invitation (wild card), RR = round-robin | QF                        | Défaite en quart de finale |
| DF                        | Défaite en demi-finale    | F                         | Défaite en finale                                                      | V                         | Victoire                   |
| NQ                        | Non Qualifié              | A                         | Absent/Forfait                                                         | F                         | Retrait du tournoi         |
| DQ                        | Disqualifié du tournoi    | AF                        | Tournoi sur un autre format                                            |                           |                            |

| NT / Non tenu              | NT / Non tenu              | NT / Non tenu              | NT / Non tenu              | Événement non tenu    |
| NC / Tournoi non classé    | NC / Tournoi non classé    | NC / Tournoi non classé    | NC / Tournoi non classé    | Tournoi non classé    |
| C / Tournoi classé         | C / Tournoi classé         | C / Tournoi classé         | C / Tournoi classé         | Tournoi classé        |
| CM / Tournoi classé mineur | CM / Tournoi classé mineur | CM / Tournoi classé mineur | CM / Tournoi classé mineur | Tournoi classé mineur |